# Taufe

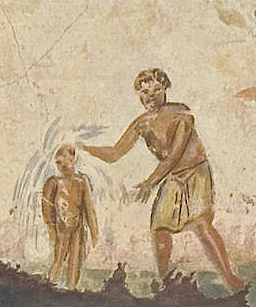
Eine der frühesten Darstellungen einer Taufe in der Calixtus-Katakombe (3. Jh.)

Die Taufe ist ein christlicher Ritus, der seit der Zeit des Neuen Testaments besteht. Die Auffassungen über Voraussetzung, Durchführung und Wirkung der Taufe sind in den jeweiligen Konfessionen verschieden; sie kann die Eingliederung in die Gemeinschaft der Christen oder ein öffentliches Glaubensbekenntnis bedeuten. Vollzogen wird die Taufe durch Übergießen des Täuflings mit Wasser (Infusionstaufe) oder das Untertauchen im Wasser (Immersionstaufe, als Ganzkörpertaufe). Dabei wird eine Taufformel gesprochen.

## Taufverständnis
Manche Kirchen verstehen die Taufe als einen Ritus, der die Reinigung von religiös definierter Schuld (Sünde bzw. Erbsünde) beinhaltet und in der Folge die persönliche Erfahrung einer Gottesnähe ermöglicht. Die symbolische Taufhandlung gilt als Teilhabe an der Sündenvergebung durch den Tod Christi am Kreuz und wird als die „Eingliederung in den gestorbenen und auferstandenen Christus“ und damit als Eingliederung in die kirchliche Gemeinschaft begriffen. Eine weitere Analogie ist die „Neugeburt zur Gotteskindschaft“, unter anderem als Voraussetzung zur Jüngerschaft bzw. zur Nachfolge (vor allem im evangelikalen Bereich). Andere sehen in ihr eher eine symbolische Handlung, die die genannten Vorgänge nicht bewirkt, sondern sie lediglich bezeichnet.
Auch in der Taufpraxis unterscheiden sich die christlichen Kirchengemeinschaften. Während in vielen Kirchen die Kindertaufe die Regel ist, wird in anderen Kirchen und kirchlichen Gemeinschaften ausschließlich die Gläubigentaufe praktiziert. Auch in formaler Hinsicht unterscheidet sich die Taufpraxis der christlichen Kirchen. Während die einen den Täufling mit Wasser übergießen, wird er bei den anderen vollständig in Wasser eingetaucht. Die verwendete Taufformel weist in der Praxis der verschiedenen Kirchen ebenfalls Unterschiede auf. Fast alle taufen nach dem Vorbild des biblischen Taufauftrags Jesu (Mt 28 ) „auf den“ (oder „in den“ bzw. „im“) „Namen des Vaters und des Sohnes und des Heiligen Geistes“, einige wenige kirchliche Gemeinschaften taufen hingegen nach dem Vorbild der Apostelgeschichte lediglich „auf den Namen Jesus“ (Apg 2,38 ; 10,48 ; 19,5 ).
Das genealogische Zeichen für die Taufe ist die Tilde (~).

## Wortherkunft
Das griechische Wort für „taufen“ im Neuen Testament ist baptízein (βαπτίζειν) und bedeutet „ein-“ oder „untertauchen“. Es ist in diesem Sinne in der griechischen Literatur seit Platon (4. Jh. v. Chr.) belegt. In der Septuaginta, der griechischen Übersetzung des Alten Testaments, kommt der Ausdruck baptízein (βαπτίζειν) nur viermal vor. Nur in 2 Kön 5,14  bezieht es sich auf das Untertauchen eines Menschen zur rituellen Reinigung.
Flavius Josephus verwendet den Begriff baptismós (βαπτισμός) – Taufe – im Zusammenhang seines Berichtes über Johannes den Täufer.
In der ersten germanischen Bibelübersetzung, der gotischen Bibel von Wulfila aus dem 4. Jahrhundert, wird baptizein mit daupjan übersetzt – das ebenso wie das griechische Wort „eintauchen“ bedeutet – und durch die spezifische christliche Bedeutung „durch Untertauchen zum Christen machen“. Wie das gotische Wort gehen das altnordische deypa, das altenglische dyppan und das althochdeutsche toufen alle etymologisch auf das Wort (in neuhochdeutscher Wiedergabe) „tief“ zurück, mit dem auch der Wortstamm „tauchen“ zusammenhängt.
Das Wort „Taufe“ wurde stark von der christlichen Tradition geprägt und wird deshalb meist mit der christlichen Taufe gleichgesetzt. Da in anderen Religionen ebenfalls rituelle Handlungen mit Wasser erfolgen, ist zu beachten, „dass (das Wort Taufe) nur mit größter Vorsicht auf außerchristliche Reinigungen oder Waschungen mit Wasser angewandt werden kann“.

## Altes Testament und Judentum

### Altes Testament
Der aussätzige Naaman tauchte auf Befehl des Propheten Elischa siebenmal im Jordan unter, um seine Krankheit zu heilen und die Reinheit zurückzugewinnen (2 Kön 5,1 ). (Auf die Heilung des Naaman nahm Jesus in der Darstellung des Lukas Bezug: Lk 4,27 .)
Auch der Psalmist erwähnt sowohl eine innere Reinigung („Entsündigung“) mit Ysop als auch eine Waschung zur körperlichen Reinheit in Psalm 51,9 ; in diesem Vers werden Waschung und die Vergebung der Sünde miteinander in Verbindung gebracht.
In Hesekiel 36,25  wird das Besprengen beschrieben, welches die Unreinheiten der Täuflinge beseitigen und sie vom Götzendienst abhalten sollte.

### Judentum
Die Gemeinschaft von Qumran war nicht die einzige jüdische Glaubensgemeinschaft, die im Vergleich zur christlichen Taufe Gemeinsamkeiten in der Umkehrforderung, äußerer und innerer Reinigung und Buße zeigte. Auch die Essener kannten ähnliche Riten. Die rituelle Waschung wurde im Namen Gottes vollzogen und regelmäßig, vermutlich sogar täglich, ausgeführt. Taufriten der jüdischen Gemeinschaften wurden von jedem für sich allein und ohne öffentliches Bekenntnis vorgenommen. Jedoch galt wohl die erste dieser Waschungen als offizielle Aufnahme eines Novizen.
Im Talmud ist der regelmäßige Besuch des Mikwe-Bads zur Herstellung ritueller Reinheit vorgeschrieben. Auch ist ab der zweiten Hälfte des 1. nachchristlichen Jahrhunderts eine Proselytentaufe bezeugt.
Die Unterschiede der christlichen Taufe sind sowohl in der nur einmal vorgenommenen Taufe, als auch im öffentlichen Bekenntnis zu Jesus zu sehen. Zudem fehlt eine Person, die die Taufe durchführt. Dass Flavius Josephus die Vokabel baptismós nur für die Johannestaufe, nicht aber für die rituellen Waschungen der von ihm beschriebenen Sekten anwendet, zeigt, dass auch zur damaligen Zeit ein deutlicher Unterschied gesehen wurde.

### Aufnahme im Neuen Testament
Die Taufe wird im Neuen Testament als etwas Bekanntes vorausgesetzt. Sie wird verstanden als das Zeichen des Neuen Bundes, das in vielfältiger Weise seine „Vorzeichen“ im Alten Bund hat; dazu gehört das Schweben des Geistes Gottes über dem Wasser der Urflut im Anfang (Gen 1,2 ); die Sintflut (als Aufbrechen der „Quellen der gewaltigen Urflut“: Gen 7,11 ) und Rettung in der Arche Noah (Gen 6–8; vgl. 1 Petr 3,20–21 ; 2 Petr 2,4–5 ); der Exodus oder Durchzug durch das Rote Meer als Befreiung aus Ägypten (Ex 13,17 – 14,31); das Überschreiten des Jordan mit dem Einzug des Volkes Gottes in das gelobte Land, geführt von Josua (Jos 3,1–17 ), sowie das Bundeszeichen der Beschneidung (Gen 21,4 ).

## Im Neuen Testament

### Die sogenannte Johannestaufe

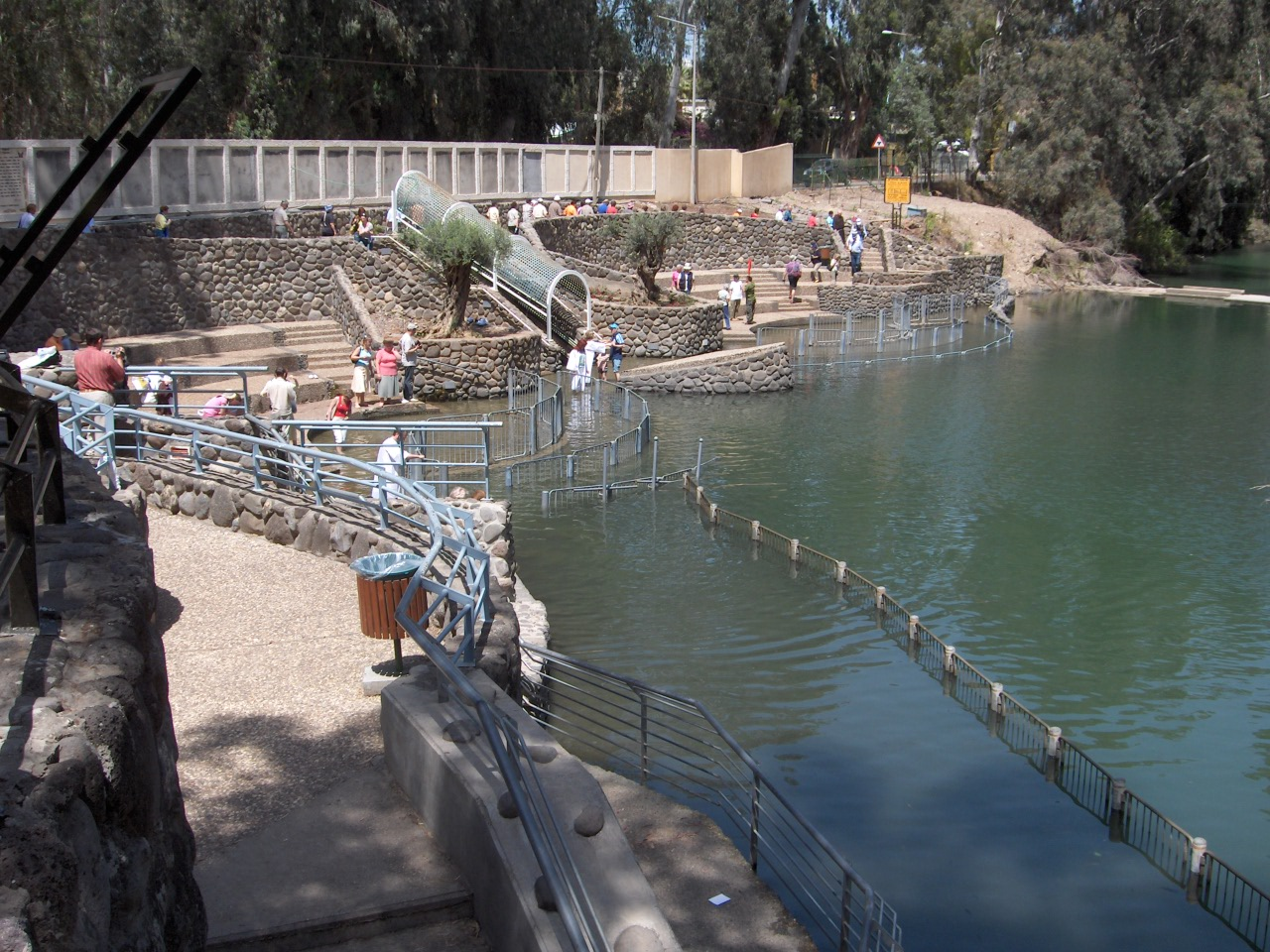
Taufstelle Jardenit am Jordan, Israel, April 2006

Die erste Taufe, die im Neuen Testament erwähnt wird, ist die Taufe durch Johannes. Er erhielt deshalb den Beinamen „der Täufer“. Johannes vollzog die Taufe im Wasser des Jordan –, sie war mit einem Sündenbekenntnis und mit der Umkehr (Buße) verbunden und geschah „als Zeichen der Umkehr“ (Mt 3,6 , Mk 1,4f , Lk 3,3ff ); alles zusammen geschah „zur Vergebung der Sünden“ (Mk 1,4 ).
Jesus ließ sich nach den übereinstimmenden Berichten der Evangelien von Johannes taufen. Auch einige der späteren Jünger und Apostel wurden von Johannes getauft und auf Jesus, „das Lamm Gottes, das die Sünde der Welt trägt“, aufmerksam gemacht (Joh 1,29 , Joh 1,36 ). In der Folgezeit tauften nach Joh 4,1f  sowohl Jesu Jünger als auch Johannes. Jesus selber hat zwar die Jünger beauftragt, alle Menschen zu taufen; er selber hat nicht getauft.
In Apostelgeschichte 19,1–7 , wo Paulus in Ephesus auf einige nicht näher bezeichnete Jünger trifft und ihnen in der Taufe den Heiligen Geist spendet, wird deutlich, worin sich Johannestaufe und christliche Taufe unterscheiden: Nachdem die Jünger dort von ihrer Johannestaufe berichtet haben, erklärt Paulus ihnen, dass Johannes mit einer Taufe der Umkehr getauft und dazu aufgerufen habe, „dass das Volk an den glauben solle, der nach ihm kommen werde“, nämlich an Jesus Christus. Daraufhin ließen sich die Jünger des Johannes noch einmal taufen. Unterscheidende Kennzeichen der christlichen Taufe sind dort die Gabe des Heiligen Geistes und die Taufe auf den Namen Jesu Christi.

### Taufe in der Urgemeinde
Das Matthäusevangelium endet mit dem sogenannten Tauf- oder Missionsbefehl Christi:

„Da trat Jesus auf sie zu und sagte zu ihnen: Mir ist alle Vollmacht gegeben im Himmel und auf der Erde. Darum geht und macht alle Völker zu meinen Jüngern; tauft sie auf den Namen des Vaters und des Sohnes und des Heiligen Geistes und lehrt sie, alles zu befolgen, was ich euch geboten habe. Und siehe, ich bin mit euch alle Tage bis zum Ende der Welt.“

Die Taufformel „auf den Namen des Vaters und des Sohnes und des Heiligen Geistes“ kommt nur in diesem im Evangelium enthaltenen „Taufbefehl“, nicht aber in den Tauferzählungen der Apostelgeschichte und der Briefe des Paulus, vor. Dort, wo die Taufhandlung selbst näher beschrieben wird, lautet die Taufformel: „auf den Namen Jesu Christi“ (Apostelgeschichte 2,38 ; 8,16 ; 10,48 ; 19,5 ; Röm 6,3  und Gal 3,27 ).
In seiner Pfingstpredigt ruft der Apostel Petrus öffentlich zur Taufe auf. Er verheißt denen, die umkehren und sich zur Vergebung der Sünden taufen lassen, dass sie den Heiligen Geist geschenkt bekommen:

„Petrus antwortete ihnen: Kehrt um und jeder von euch lasse sich auf den Namen Jesu Christi taufen zur Vergebung eurer Sünden; dann werdet ihr die Gabe des Heiligen Geistes empfangen. Denn euch und euren Kindern gilt die Verheißung und all denen in der Ferne, die der Herr, unser Gott, herbeirufen wird.“

Philippus predigte von Jesus Christus und die gläubig Gewordenen ließen sich taufen (Apg 8,12 ). In Apg 8,31  wird der Kämmerer der äthiopischen Königin Kandake, der sog. Eunuch der Kandake, von Philippus nach seinem biblischen Verständnis gefragt. Der Kämmerer antwortet mit: „Wie könnte ich es, wenn mich niemand anleitet?“. Nachdem ihm das Evangelium von Jesus gepredigt wurde, wird er durch Philippus getauft.
Paulus erklärt in Römer 6,3 ff.  die Taufe als „Begrabenwerden“ und „Neuwerdung des Lebens“. In seiner Auffassung ist sie ein Nachvollzug des Begräbnisses und der Auferstehung Jesu.
Die Taufe ist eng mit der Gabe des Heiligen Geistes verbunden. Johannes der Täufer wies auf Jesus Christus hin, der mit heiligem Geist und Feuer taufe (Mt 3,11 ). Petrus verkündigte den Geistempfang als Folge von Umkehr und Taufe (Apg 2,38f ). Als der heilige Geist auf den ungetauften Hauptmann Kornelius und andere Nichtjuden, die sich mit ihm versammelt hatten, fiel, überzeugte dies die Judenchristen, dass auch Nichtjuden getauft werden dürfen, weil der heilige Geist auch auf sie ausgegossen wurde (Apg 10,45 ).

### Wesen der Taufe
In der Taufe wird der Täufling gemäß der Lehre des Apostels Paulus in Christi Tod getauft und mit Christus „begraben in den Tod“. Der Vollzug der Taufe bezeichnet damit die sicht- und erlebbare „Schwelle“ zwischen dem alten Sein des Menschen in der Sünde und dem neuen Sein seines Lebens in Christus. Ihr Wasser „tötet“ und „schenkt Leben“ zugleich. Mit ihr erhält der Getaufte Anteil an Christi Auferstehung (Römer 6,1–10 ). Gleichzeitig wird er Teil des universalen Leibes Christi durch die Taufe im heiligen Geist (1 Kor 12,13 ). Die Taufe ist Ausdruck des göttlichen Versöhnungshandelns durch Kreuz und Auferstehung Christi.
Wie dieses in Christus „ein für allemal“ zum Heil der Welt geschehen ist, so geschieht auch die Taufe zum Heil des Täuflings und bedarf keiner Wiederholung. Die Bibel erzählt nur in Apostelgeschichte 19,3–5  eine nochmalige Taufe, weil die erste Taufe dort keine christliche gewesen ist, sondern die Taufe des Johannes. Unterscheidende Kennzeichen der „christlichen“ Taufe sind dort das Wirken des Heiligen Geistes in ihr und die Taufe auf den Namen Jesu Christi.
Der Glaube ist dabei Voraussetzung zum Erlangen des Heils; die Taufe ist eine Folge des Glaubens, sie kann dem Glauben aber auch vorausgehen. Als Geschehen im Heiligen Geist macht sie ihn der Rechtfertigung teilhaftig und bezweckt zugleich den Wandel in einem neuen Leben, das von der Knechtschaft in die Freiheit der Kinder Gottes und von der Sünde in den Dienst der Gerechtigkeit und in die Heiligung führt.
Petrus erklärt, dass in der Taufe nicht der Schmutz vom Leibe abgewaschen wird, sondern dass die Taufe die Bitte zu Gott um ein reines Gewissen ist, indem Jesus Christus von den Toten auferstanden ist (1 Petr 3,21 ).

## Geschichtliche Entwicklung

### Alte Kirche
Wer sich in den ersten Jahrzehnten des Christentums taufen ließ, tat dies wohl im Glauben daran, noch zu Lebzeiten die Wiederkunft Jesu Christi zu erleben. In der Taufe wurde der Täufling aus dem heidnischen Kontext herausgenommen und dem Machtbereich Jesu Christi unterstellt – was mit der Formulierung Taufe εις Χριστόν Ιησοῦν (eis Christón Iēsoûn, wörtl: „in Christus Jesus hinein“) gemeint ist. Er empfing den Heiligen Geist „als Siegel“ (Eph 4,30 ) und wurde in den Leib Christi eingegliedert (1 Kor 12,13 ). Oft ließ man sich mit seinem ganzen Haus taufen. Dabei ist anzunehmen, dass alle Bewohner des Hauses (einschließlich Ehefrauen, Kinder und Sklaven) getauft wurden.
Immer verbunden mit der Taufe war das Glaubensbekenntnis, dessen älteste Formulierung κύριος Ιἠσοῦς – Kyrios Jesus – „Jesus ist der Herr“ lautet (Röm 10,9 ).
Bei den apostolischen Vätern verschob sich der Charakter der Taufe zu einem „gesetzlich verstandenen Eintrittsritus“ in die Kirche. Die Wassertaufe wurde nun als Abwaschung der bis dahin begangenen Sünden verstanden. Für die nach der Taufe begangenen Sünden mussten andere Wege gefunden werden: Gute Werke tun, Beichten, Verzichten, Tauf-Aufschub bis zum Lebensende, „Blut-Taufe“ (durch einen Tod als Märtyrer), passives Leiden nach dem Tod im Fegefeuer.
Während die biblischen Berichte die Taufe auf den Namen Jesu Christi kennen, folgte die frühe Kirche dem Taufbefehl Mt 28,19  und taufte „auf den Namen des Vaters und des Sohnes und des Heiligen Geistes“, so schon in der ältesten überlieferten Kirchenordnung, der Didache.
Ab dem ausgehenden 2. Jahrhundert wurden die Täuflinge in Rom und Nordafrika vor allem in der Feier der Osternacht getauft, um das Sterben des alten Menschen und das Auferstehen des neuen mit Jesus Christus zu verdeutlichen.

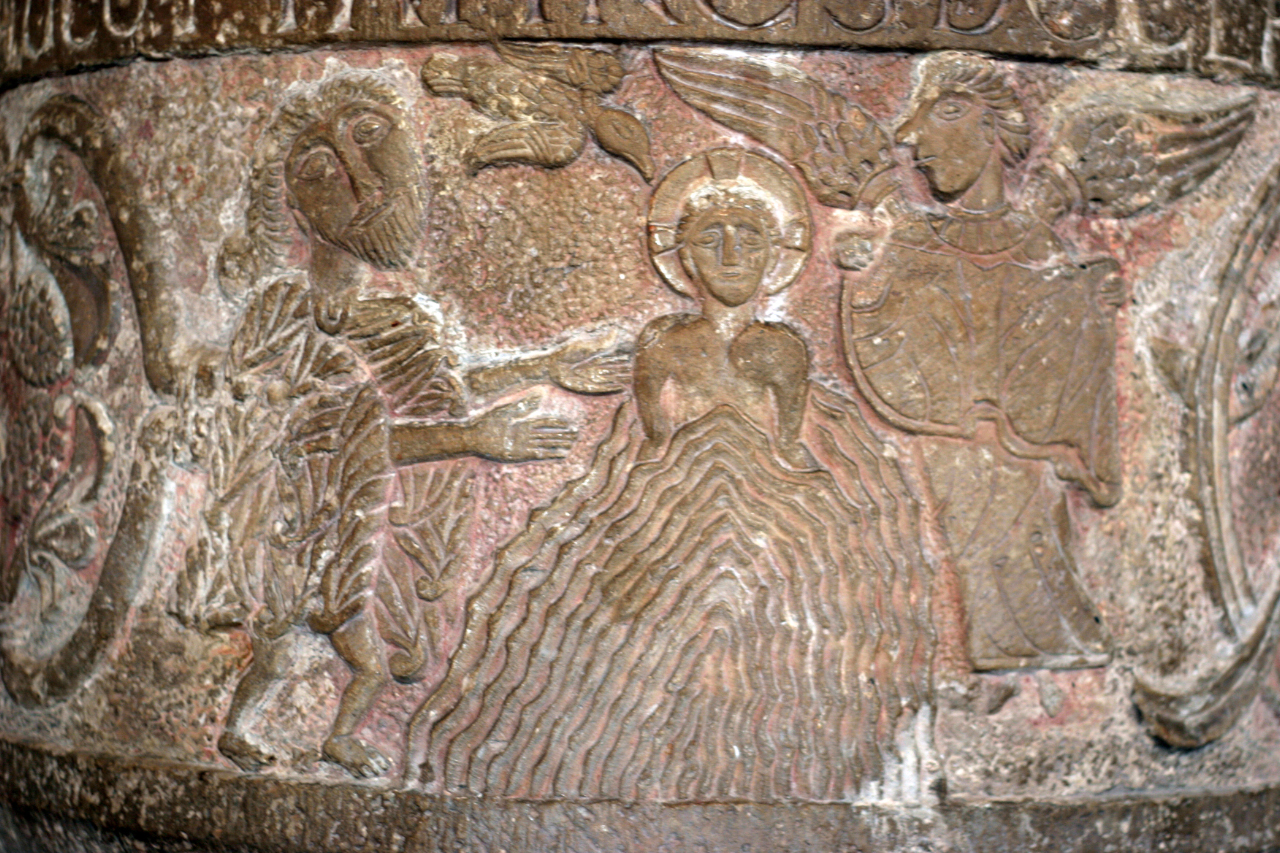
Darstellung der Taufe Christi auf dem Taufbecken von Dalby (Schonen)

Im Urchristentum geschah die Taufe vermutlich durch vollständiges Untertauchen des Täuflings in kaltem, fließenden Wasser. Bis etwa zum 12. Jahrhundert war das Untertauchen durchaus eine übliche Taufform auch in der römisch-katholischen Kirche. Wo dies nicht möglich war, konnte jedoch bereits im ersten oder zweiten Jahrhundert durch Übergießen mit Wasser getauft werden.
Erste Erwähnungen der Kindertaufe finden sich um 215 in der Hippolytischen Kirchenordnung (Baptismus infantium). Offensichtlich war sie allgemein akzeptiert. Nur vereinzelt findet sich Kritik an der Kindertaufe. Tertullian argumentierte gegen diese Praxis:

„Die Kinder … sollen demnach auch kommen, wenn sie herangewachsen sind; sie sollen kommen, wenn sie gelernt haben, wenn sie darüber belehrt sind, wohin sie gehen sollen: sie mögen Christen werden, sobald sie imstande sind, Christum zu kennen. Aus welchem Grunde hat das Alter der Unschuld es so eilig mit der Nachlassung der Sünden?“

Bis zum 5. Jahrhundert wurde die Kindertaufe schließlich zur vorherrschenden Praxis in der ganzen Kirche.
Im 3. Jahrhundert vertraten Cyprianus und Tertullian die Ansicht, durch die Taufe werde die durch die Erbsünde zerstörte Gottebenbildlichkeit wiederhergestellt. Zwar reichte theoretisch der Glaube dazu aus, wie bei den Aposteln, von denen die Bibel nicht berichtet, dass Jesus sie getauft hat, da jedoch Jesus den Befehl zur Taufe gegeben habe, bestehe für die Gläubigen ein Zwang zur Taufe.
Dieselben Theologen stritten im Ketzertaufstreit darum, ob auch eine Taufe anzuerkennen sei, die nicht in einer mit dem katholischen Bischof verbundenen Gemeinde gespendet sei. Man einigte sich darauf, dass die trinitarische Taufformel das entscheidende Element darstelle. Der Geistempfang, der ursprünglich mit der Taufe verbunden war, wurde zur selben Zeit – wohl als Reaktion auf eine gnostische Lehre von mehreren der jeweiligen Stufe der Erkenntnis entsprechenden Taufen – aus der Taufhandlung herausgenommen und durch eigene Handlungen, die Salbung mit Chrisam und die Handauflegung, ergänzt. Unter dem Einfluss der gleichzeitigen Mysterienkulte wurde der Taufritus um ausdeutende Riten (weißes Taufkleid, Absage an den Teufel vor der Taufe) erweitert und als mystérion (μυστήριον), lat. sacramentum verstanden. Dazu gehörte auch die vor der Taufe geübte Arkandisziplin, die es den Katechumenen, den Ungetauften, verbot, die Eucharistiefeier mitzuerleben.
Die Bezeichnung der Taufe als „Erleuchtung“ (griech. phôtismós, φωτισμός) in der Alten Kirche stammt aus dem 2. Korintherbrief 4,6 . Der Begriff verdeutlicht, dass der Täufling aus der Finsternis des Unglaubens in das Licht des Glaubens und Erkennens eintritt. Justin der Märtyrer schrieb hierzu Mitte des 2. Jahrhunderts in seiner Ersten Apologie: „Es heißt aber dieses Bad Erleuchtung, weil diejenigen, die das an sich erfahren, im Geiste erleuchtet werden.“
Aurelius Augustinus sah in der Taufe das Handeln Jesu als „sichtbares Wort“ und „unsichtbare Gnade“, die in der „sichtbaren Taufhandlung“ die „Heilwirkung“ vollbringen. Die sakramentale Handlung prägt dem Täufling den „Charakter“ des neuen Menschen ein, wie ein Stempel der Münze. Augustinus formulierte die Lehre von der Taufe „als Heilmittel gegen die Erbsünde“ und begründete die Verpflichtung zur Kindstaufe innerhalb der römischen Kirche.

### Mittelalter

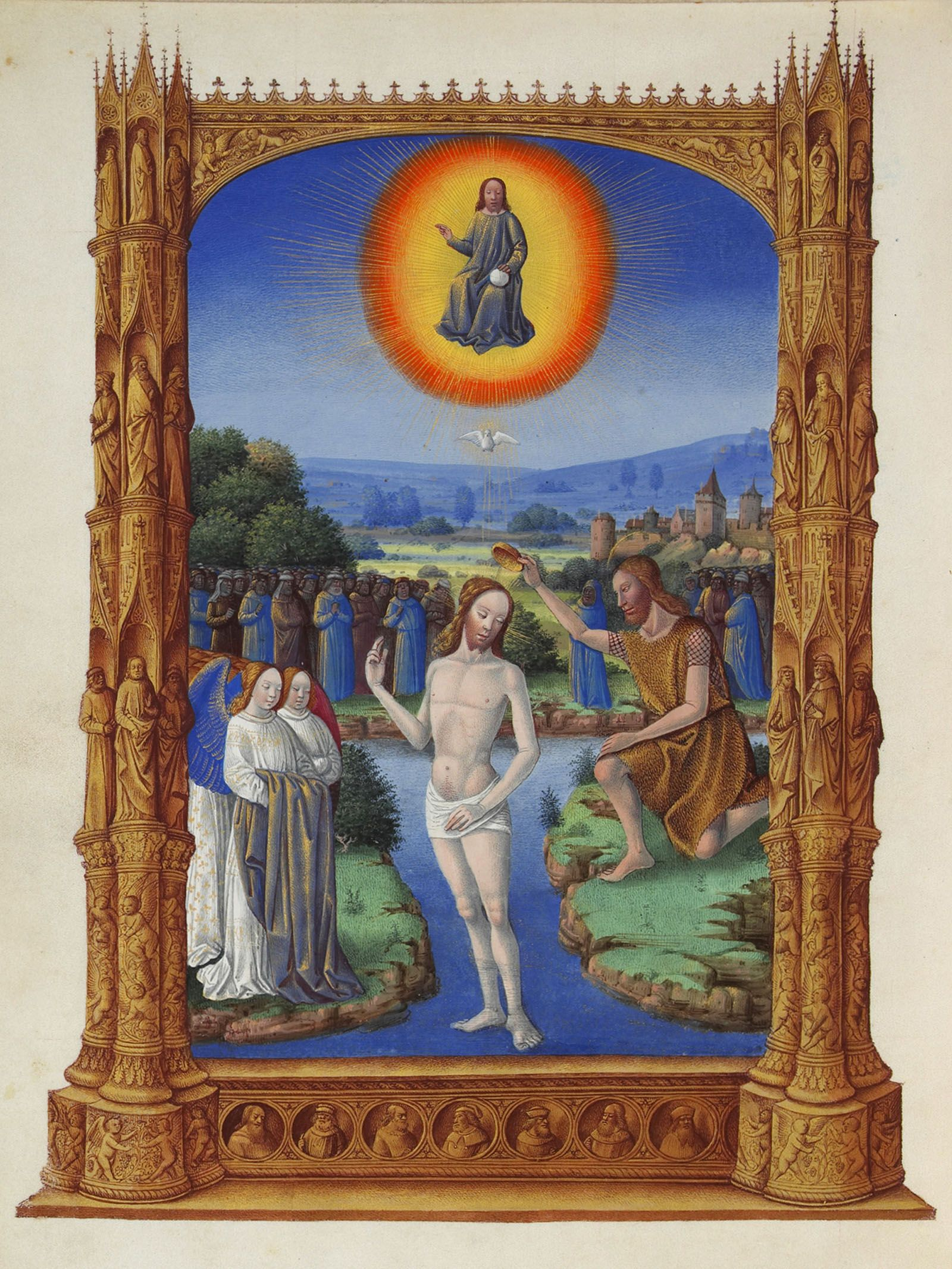
Taufe Christi aus dem Stundenbuch des Herzogs von Berry

Die Scholastik wandte die aristotelische Formel von Materie (Taufwasser) und Form (Taufformel) auf die Lehre des Augustinus an. Thomas von Aquin beschrieb Gott als „Prinzipalursache“ und das Taufwasser als „Instrumentalursache“ der Gnadenwirkung zur Tilgung der Erbsünde. Als dritter Bestandteil einer gültigen Taufe ist die Absicht (intentio) des Spenders, zu taufen, erforderlich. Diese Lehre wurde 1439 in der Bulle Exsultate Deo verkündet und ist in der katholischen Kirche bis heute gültig. Folglich verbreitete sich im Mittelalter das Übergießen anstelle des Untertauchens. Schon in der frühmittelalterlichen fränkischen Kirche und sicher auch in Teilen Italiens war das Übergießen allerdings bereits früher gängige Praxis, wie die erhaltenen Bilddarstellungen seit dem 4. Jahrhundert und die archäologischen Befunde zeigen.
In der orthodoxen Kirche bleibt es bis heute bei dem Verständnis der Taufe als des ersten Mysteriums, das den Empfang der folgenden Mysterien ermöglicht. Kyrill von Jerusalem beschreibt in seinen Katechesen an die Taufanwärter, wie der Täufling auf geheimnisvolle Weise Christi Leben und Sterben nachvollzieht. So symbolisiert das dreimalige Untertauchen die drei Tage Christi im Grab.

### Reformation
Martin Luther knüpfte wieder bei Augustinus an und sah in der Taufe die sichtbar gewordene Zusage Gottes, den Menschen um Christi willen die Sünde zu vergeben. Die Taufe ist ein Bund mit Gott. Der Täufling verspricht Gott, täglich der Sünde absterben zu wollen. Zunächst war das Taufwasser für Luther ein Symbol der Heilsgewissheit nur für den Täufling, erst im Kampf gegen die sogenannten Schwärmer betonte auch er Heilsamkeit des Taufwassers. Viel wichtiger ist ihm, dass die Taufe kein einmaliges Geschehen ist, sondern täglicher geistlicher Wiederholung bedarf:

„Also ist die Buße nicht anders denn ein Wiedergang und Zutreten zur Taufe, dass man das wiederholt und treibt, so man zuvor angefangen und doch davon gelassen hat.“

Auch der Zürcher Reformator Ulrich Zwingli zählt die Taufe mit dem Abendmahl zu den Sakramenten. Sakramente sind für ihn allerdings nur Zeichen, die auf eine dahinter stehende Wirklichkeit hinweisen. Diese Wirklichkeit ist wichtiger als das Zeichen. Die Taufe bewirkt also selber nicht beispielsweise Abwaschung der Sünden, weist aber äußerlich auf dieses innere, geistgewirkte Heilsgeschehen hin. Damit positioniert sich Zwingli gegen die bisherige Kirchenlehre und gegen Luther (Taufe als Gnadenmittel).
Gegen die Täufer, die sich auf ihn berufen, positioniert sich Zwingli zweifach:
1. Die Taufe ist nach dem Neuen Testament Bundeszeichen, durch das gezeigt wird, dass der Getaufte Gott gehört. In Analogie zum alttestamentlich-jüdischen Bundeszeichen der Beschneidung haben die Eltern des neuen Gottesvolkes (die Kirche) die Pflicht, ihr Kind taufen zu lassen, denn als Kind christlicher Eltern gehört es zu Gott. Wie im Alten Testament müssen die Eltern dann auch ihr Kind entsprechend erziehen.
2. Der Bundesschluss als Ausdruck von Gottes Gnade laufe stets dem Glauben voraus, so dass die Täufer die von Gott gesetzte Reihenfolge „Bundesschluss – Erwählung – Zugehörigkeit zum Gottesvolk – Glaube“ unzulässig umdrehen würden.

Die Betonung des Bundesgedankens in der Tauflehre, der Altes Testament und Neues Testament verknüpft, bestimmt bis heute Verständnis und Praxis der Taufe in reformierten Kirchen.
Johannes Calvin führt den Bundesgedanken Zwinglis weiter. Er nennt im Genfer Katechismus von 1542 die Taufe ein „äußeres Zeichen des göttlichen Wohlwollens gegen uns“ und ein „Unterpfand“ der Gnade Gottes. Er hält sie für nicht heilsnotwendig. Der Heidelberger Katechismus definiert „Wiedergeburt aus Wasser und Geist“ damit,

„daß er uns durch dieses göttliche Pfand und Wahrzeichen versichern will, daß wir so wahrhaftig von unseren Sünden geistlich gewaschen sind, wie wir leiblich mit dem Wasser gewaschen werden.“

Die Tauflehre der Täufer ist eine Weiterentwicklung von bestimmten Aspekten der Lehre Zwinglis. Auch für sie ist die Taufe ein bloßes Symbol des Bundes, den Gott mit dem Menschen und der Mensch mit Gott schließt. Nach ihrem Verständnis bietet Gott in dem gekreuzigten und auferstandenen Herrn allen Menschen den „Neuen Bund“ („das neue Testament“) an. In der Predigt des Evangeliums wird dieses Angebot den Menschen unterbreitet. Die Taufe ist nach diesem Verständnis das von Jesus Christus eingesetzte äußere Zeichen, durch das der Mensch in Gottes Bundesschluss einwilligt. Anders als in der reformierten Tradition wird die Taufe jedoch ausschließlich als Bekenntnistaufe nach einer bewussten Entscheidung für den Glauben praktiziert. Die Taufe wird in der täuferisch-mennonitischen Tradition auch nicht als Sakrament aufgefasst. Auch in den unitarischen Kirchen in Polen-Litauen und Ungarn-Siebenbürgen war die Bekenntnistaufe verbreitet.
Andere Bewegungen, wie die von ihren Gegnern „Schwärmer“ genannten, lehnten ähnlich den mittelalterlichen Katharern die Wassertaufe ganz ab. Bedeutsamer war ihnen die sogenannte Geistestaufe.
Die katholische Reaktion auf die evangelischen Tauflehren ist die Neuformulierung der scholastischen Lehre auf dem Konzil von Trient. Dort wurde erstmals beschlossen, die Kindertaufe zur Verpflichtung nach kirchlichem Verständnis zu machen. Sie sollte demnach die Aufnahme in die Religionsgemeinschaft symbolisch darstellen, nach der die Kinder allmählich durch die christliche Lehre „wissend“ herangebildet werden sollten.

### Neuzeit

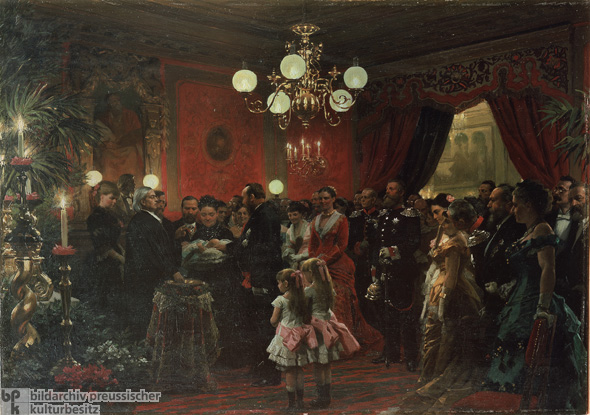
Anton von Werner: Taufe in meinem Hause (1852), typisches Beispiel einer evangelischen Haustaufe im gehobenen Bürgertum des 19. Jahrhunderts

In der Aufklärungszeit ging man dazu über, nicht mehr den Täuflingen, sondern deren Eltern und Paten die Tauffrage zu stellen. Von rationalistischen Theologen wurde die Taufe als „Weihe zur wahren Religion“ verstanden.

#### Freikirchen
Einige Freikirchen praktizieren die Taufe nicht. Während zum Beispiel die Quäker sie als zu vernachlässigende Äußerlichkeit ansehen, verzichtet die Heilsarmee auf den Vollzug von Taufen aufgrund ihres Selbstverständnisses als Erweckungsbewegung. Wer unter ihren Freunden und Mitgliedern das Bedürfnis hat, sich taufen zu lassen, wird mit diesem Begehren an befreundete Kirchen bzw. Freikirchen verwiesen.

#### Pfingstbewegung
Die Pfingstbewegung lehrt einen mehrstufigen Heilsweg, bei dem auf die Bekehrung die Wassertaufe folgt, die ihrerseits von der Geistestaufe ergänzt werden muss.

#### Religionsphilosophie
Der lutherische Religionsphilosoph Carl Heinz Ratschow leitete die Taufe von Wasserritualen der Religionsgeschichte ab und vollzog einen weiteren Deutungsrahmen, der überhaupt erst verständlich mache, aus welchem Grund das Element Wasser eine religiöse Bedeutung habe.

## Gegenwart
Die Taufe der Gegenwart basiert in den verschiedenen christlichen Konfessionen auf derselben Grundlage. Im theologischen Verständnis der Taufe sind sie jedoch nicht einig. Dies führte unter anderem zu verschiedenen Ausführungsformen, Vorbedingungen und Annahmen der Folgen der Taufe.

### „Kindertaufe“ – „Gläubigentaufe“
Es macht in den christlichen Gemeinschaften einen Unterschied, ob der Täufling seinen Glauben bei der Taufe selbst ausdrücken kann oder nicht. Deswegen bestehen zwei Formen der Taufe, wobei seit der Reformation die Kindertaufe von einigen abgelehnt wird. Auch die Bezeichnungen selbst sind zwischen den zwei Seiten umstritten.

#### Kindertaufe
Der größte Teil des Christentums praktiziert in der Regel die Kindertaufe. Hierbei bekennen Eltern bzw. Taufpaten – entweder als Stellvertreter des Täuflings oder im eigenen Namen – den Glauben an Jesus Christus und versprechen eine christliche Erziehung des Kindes. In protestantischen Kirchen sollen die als Kinder Getauften ihre Taufe in der Konfirmation selbst bestätigen, indem sie ein Bekenntnis zu Jesus Christus ablegen.
Für die römisch-katholische Kirche setzt jede Taufe den christlichen Glauben voraus. Kleine Kinder werden im Glauben der Kirche getauft, wenn ihre Erziehung im christlichen Glauben als gewährleistet anzunehmen ist. Eine Frage nach dem Glauben dieser Kinder oder ein stellvertretendes Glaubensbekenntnis erfolgen im heutigen Taufgottesdienst nicht mehr; vielmehr werden die Eltern nach ihrem eigenen Glauben befragt, und der „Glaube der Kirche“ wird von der versammelten Gemeinde im Apostolischen Glaubensbekenntnis bekannt. Kinder im Schulalter können wie die Erwachsenen die Taufe nur dann empfangen, wenn sie vor dieser ihren eigenen Glauben öffentlich bekannt haben. Beim sonntäglichen Taufgedächtnis in der Heiligen Messe und der jährlichen Erneuerung des Taufversprechens in der Feier der Osternacht gedenken die Gläubigen ihrer Taufe, ebenso beim Nehmen des Weihwassers und dem Bekreuzigen des Einzelnen beim Eintreten in eine Kirche. Die Erneuerung des Taufversprechens geht seit dem Zweiten Vatikanischen Konzil auch der Firmung voraus, um zu verdeutlichen, dass die drei Initiationssakramente eine Einheit bilden. Deshalb spricht der Firmling im Gedächtnis an seine Taufe zuerst das Glaubensbekenntnis, wird dann gefirmt und empfängt schließlich das Sakrament der Eucharistie.
Zur Bezeichnung: Einige Vertreter der Gläubigentaufe lehnen die Bezeichnung „Kindertaufe“ ab, weil sie selbst auch Kinder taufen – allerdings Kinder, die ihren Glauben selbst bekannt haben (in der Regel ab dem Schulkindalter). Diese sprechen von „Säuglingstaufe“. Auch in den Kirchen, die die Kindertaufe praktizieren, wird mit dem Wort „Kindertaufe“ allein die Taufe von Säuglingen und Kleinkindern bezeichnet; die Taufe von Kindern im Schulkindalter ist, liturgierechtlich gesehen, ein Spezialfall der Erwachsenentaufe.

#### Erwachsenen- oder Gläubigentaufe

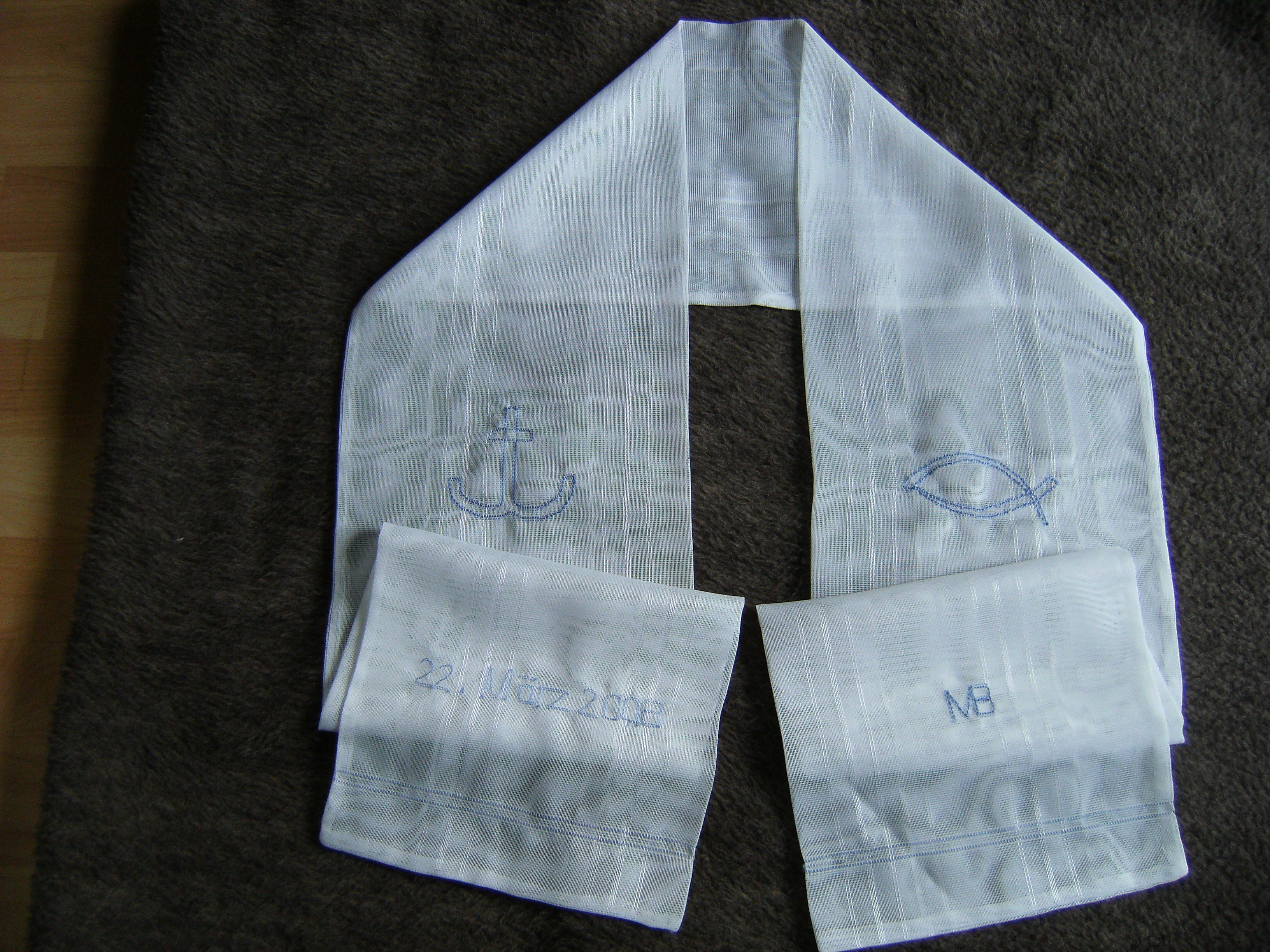
Taufschal einer Erwachsenentaufe in der römisch-katholischen Kirche mit Ankerkreuz, Ichthys, Taufdatum und Initialen des Täuflings

Die Taufe von Erwachsenen wird in allen Kirchen praktiziert. Dabei begehrt der Täufling persönlich, die Taufe zu empfangen. Er bekennt sich in diesem Zusammenhang selbst öffentlich zum dreieinen Gott. In einigen Kirchen, den sogenannten taufgesinnten Kirchen, ist dies die einzig mögliche Form der Taufe. Ein Teil dieser Kirchen erkennt die Taufe von religionsunmündig getauften Christen beim Übertritt an, wenn diese ein Bekenntnis zu Jesus Christus ablegen und damit – gewissermaßen nachträglich – ihre Kindestaufe gültig machen. Kindertaufen werden in diesen Kirchen aber nicht durchgeführt. Andere taufgesinnte Kirchen sehen eine Kindertaufe als unbiblisch und daher als ungültig an und erwarten, dass sich als Kind getaufte Gläubige beim Übertritt (aus ihrer Sicht erstmals) taufen lassen.
Zur Bezeichnung: Die Kirchen, welche die Kindertaufe praktizieren, sprechen üblicherweise von „Erwachsenentaufe“, weil die Taufe von Erwachsenen der Regelfall dieser Taufart ist. (Die Taufe von Kindern etwa im Schulalter, die ihren Glauben selbst bekennen können, ist ein Spezialfall der „Erwachsenentaufe“.) Den Glauben halten auch sie für zur Taufe erforderlich, er müsse aber nicht „vollkommen und reif“, sondern nur in einem „Ansatz, der sich entwickeln kann“, vorhanden sein. Somit ist nach diesen Kirchen der Glaube gerade nicht der Unterschied, sondern vielmehr das Bekenntnis dieses Glaubens; man könnte daher auch von „Bekenntnistaufe“ sprechen, was aber unüblich ist. Ein anderer Ausdruck ist „Mündigentaufe“; das Taufbekenntnis hat aber nichts mit weltlicher Mündigkeit zu tun.

### Taufritus

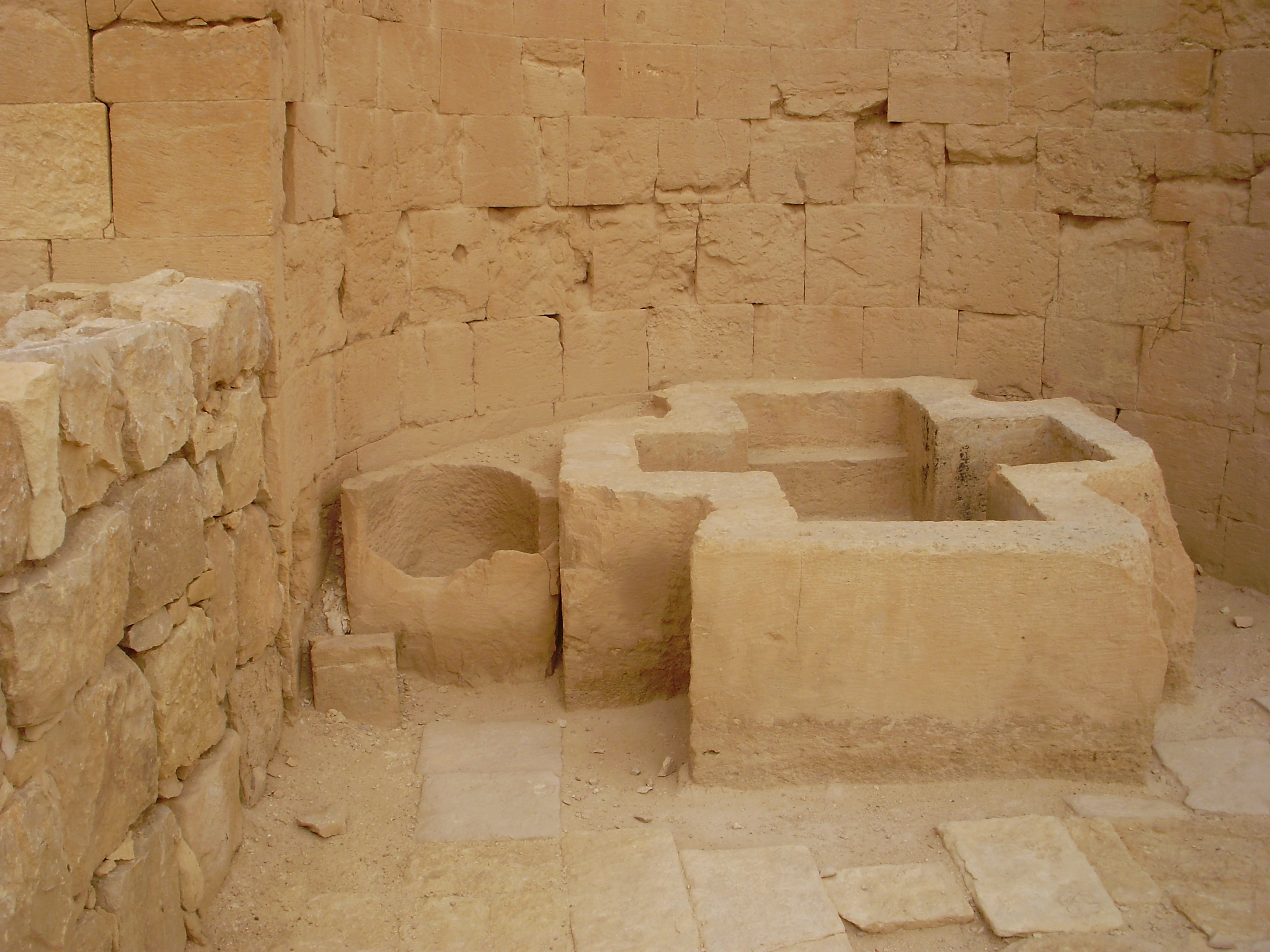
Kreuzförmiges Taufbecken in einer Basilika in Schivta (Negev)

Modernes Baptisterium (Baptistenkirche Heiligenstadt)

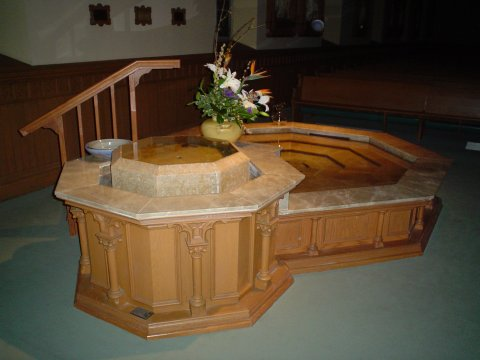
Taufbrunnen in der römisch-katholischen Raphaelskathedrale in Dubuque, Iowa, mit Becken für die Immersionstaufe

Das wesentliche, äußerlich sichtbare Element der Taufe ist Wasser. Die Taufform des Urchristentums, die durch Untertauchen das „Begrabenwerden und Auferstehen mit Jesus Christus“ symbolisiert, wird heute noch in den Ostkirchen, bei Baptisten und vielen anderen Freikirchen sowie in der Kirche Jesu Christi der Heiligen der Letzten Tage und bei den Zeugen Jehovas praktiziert. Das nebenstehende Bild zeigt ein Taufbecken aus der Zeit der Frühen Kirche, das dieser ursprünglichen Taufform diente.
Die Deutsche Bischofskonferenz hat in diesem Zusammenhang erklärt: „Man kann durch Untertauchen oder durch Übergießen taufen. Die Taufe durch Untertauchen ist besser geeignet, die Teilnahme am Tod und an der Auferstehung Christi auszudrücken. In unseren Verhältnissen wird es im Allgemeinen bei der Taufe durch Übergießen bleiben.“ Die Ostkirchen halten allerdings auch bei Kleinkindern an der Taufe durch Untertauchen fest, führen sie aber erst durch, wenn das neugeborene Kind kräftig genug ist.
Die Täufer der Reformationszeit tauften bis auf einige Ausnahmen durch Übergießen. Erst die unitarisch-täuferischen Polnischen Brüder praktizierten die Immersionstaufe (also durch Untertauchen), wodurch sie sich von den übrigen Täufern im Westen unterschieden. Die Vertreibung der Polnischen Brüder 1658 führte später zu einer Verbreitung der Taufpraxis in anderen täuferischen und taufgesinnten Gemeinschaften. Die in direkter Linie aus der Täuferbewegung hervorgegangenen Mennoniten praktizieren heute je nach Gemeinde oder Wunsch des zu Taufenden die Taufe durch Untertauchen (Immersion), durch Begießen (Affusion) oder Besprengen (Aspersion). Eine Ausnahme innerhalb der Mennoniten bilden die Mennonitischen Brüdergemeinden. Sie taufen ausschließlich durch Untertauchen.
Die Taufe durch Untertauchen ist im protestantischen Bereich seit Anfang des 17. Jahrhunderts durch die Baptisten und mehrere andere Freikirchen wieder üblich geworden. Sie wird heute in den meisten taufgesinnten Kirchengemeinschaften in dieser Form praktiziert. Manchmal wird das Untertauchen dreimal hintereinander ausgeführt, um die drei Tage im Grab oder die Trinität zu symbolisieren.

### Tauffeste an Gewässern
Die Taufe kann auch außerhalb von Kirchengebäuden in Seen, Flüssen oder Schwimmbädern erfolgen. Bekannt sind Tauffeste der evangelischen und katholischen Kirchen von Bremerhaven am Weserstrand. Auch am Neckar und zahlreichen anderen Gewässern wurde und wird in Deutschland getauft.
| Taufform     | Kirchengemeinschaft |
| ------------ | --- |
| Untertauchen | Alt-Katholische Kirche (1. Form) \| Baptisten \| Bibelforscherbewegung \| Brüderbewegung \| Calvary Chapel \| Christadelphians \| Elim-Gemeinden \| Freie evangelische Gemeinden \| Gemeinde Christi \| ICF \| Jesus-Freaks \| Kirche des Nazareners \| Kirche Jesu Christi der Heiligen der Letzten Tage \| Mennoniten \| Mennonitische Brüdergemeinden \| Römisch-katholische Kirche (1. Form) \| Orthodoxe Kirche \| Pfingstler \| Siebenten-Tags-Adventisten \| Zeugen Jehovas |
| Übergießen   | Alt-Katholische Kirche (2. Form) \| Römisch-katholische Kirche (2. Form) \| anglikanische Kirche \| Evangelisch-lutherische Kirchen \| Unierte Kirche \| Evangelisch-reformierte Kirche \| Evangelisch-methodistische Kirche \| Kirche des Nazareners (auf Wunsch des Täuflings) \| Mennoniten |
| Besprengen   | Kirche des Nazareners (auf Wunsch des Täuflings) \| Neuapostolische Kirche |

### Taufformel
Hinsichtlich der Taufformel gibt es in der Einleitungssequenz geringe Unterschiede, während der weitere Verlauf „… Namen des Vaters und des Sohnes und des Heiligen Geistes“ in den meisten Kirchen identisch ist.
In den römisch-katholischen und anglikanischen Kirchen sowie im alexandrinischen Ritus wird die Einleitung mit den Worten „N. N., ich taufe dich im …“, in den meisten ostkirchlichen Riten „Der Diener Gottes N. N. wird getauft im…“ und schließlich nach Martin Luther „N. N., ich taufe dich auf den …“ gesprochen.
Im griechischen Urtext (Mt 28,18–20 ) steht εἰς eis mit Akkusativ, was eine Richtung oder einen Zweck angibt (in … hinein; zu). Deutlicher wird Paulus im Römerbrief 6,3 , dass jene, die „auf“ (εἰς) Jesus Christus getauft sind, „in seinen Tod hinein“ (εἰς τὸν θάνατον αὐτοῦ, eis tòn thánaton autoû) getauft sind.
Martin Luther und andere Übersetzer nach ihm übersetzten das εἰς mit „auf“. Diese Formulierung wird oft als Namensgebung missverstanden, daher übernimmt man auch in evangelischen Gemeinden neuerdings die vom lateinischen in nomine abgeleiteten, dem modernen Sprachgebrauch angepasste Fassung „im Namen“.
Die Taufformel „εἰς τὸ ὄνομα“ (eis tò ónoma) ist die Übersetzung des rabbinischen לשם – leschem – „im Namen“. Im Talmud wird diese Wendung sowohl im finalen Sinne gebraucht als auch um eine Autorität auszudrücken. Im Neuen Testament weitet sich die Autorität des Gottesnamens auf Jesus aus (Joh 14,13 ).
Bei der Taufe „im/auf den Namen des Vaters und des Sohnes und des Heiligen Geistes“ handelt es sich also darum, dass der Täufling in Christus hineingenommen wird und teilhat an dessen Tod und Auferstehung.
Einige Kirchen verwenden statt der trinitarischen Taufformel von Mt 28,19 die Formel „auf den Namen Jesu (Christi)“ oder „im Namen Jesu (Christi)“, ohne darin einen Gegensatz zum Missions- und Taufbefehl in Matthäus 28 zu sehen („taufet sie auf den Namen des Vaters und des Sohnes und des heiligen Geistes“). Sie begründen das mit der überlieferten Praxis im Urchristentum (etwa Apg 2,36 , Apg 4,12 ) und damit, dass in Matthäus 28 das Wort „Name“ in der Einzahl steht.

### Nottaufe
Die Taufe wird in der Regel von einem Geistlichen durchgeführt, im Notfall kann jedoch in vielen Kirchen auch ein Laie eine gültige Taufe spenden. In der römisch-katholischen Kirche ist die Spendung der Taufe im Notfall sogar durch „jeden von der nötigen Intention geleiteten Menschen“ möglich. Der Taufspender gießt Wasser über den Kopf des Täuflings und spricht dabei: „Ich taufe dich im Namen des Vaters und des Sohnes und des Heiligen Geistes.“

### Tauffrömmigkeit und Taufgedächtnis
Seit die Kindertaufe ab dem 5. Jahrhundert zur faktischen Norm wurde, bildeten sich verschiedene Riten aus, die die Gläubigen an die eigene Taufe erinnern. In der heutigen katholischen Liturgie zählt dazu die Ausspendung von Weihwasser und die jährliche Erneuerung des Taufversprechens in der Osternacht. Daneben gibt es besondere Andachten, die der Taufe gedenken, z. B. ökumenische Taufgedächtnisse auf Kirchentagen.

### Haustaufe und Taufschalen
Zur frühen Geschichte siehe Haustaufen im Neuen Testament
Während in der katholischen Kirche die Haustaufe nur in Ausnahmefällen praktiziert wurde und wird, war die protestantische Haustaufe zunächst „ein Vorrecht des Adels, der vermeiden wollte, dass sein Nachwuchs mit demselben Wasser wie die Bürgerkinder getauft wird“. Das wohlhabende Bürgertum des 19. Jahrhunderts praktizierte die Haustaufe häufig. Dazu waren Taufschalen erforderlich, griffige, oft aus Silber gefertigte Gefäße, die vom Zelebranten in der Hand gehalten werden konnten. Silberne Erbstücke wurden zu diesem Zweck zu Taufschalen umfunktioniert oder eigens angefertigt.
Heute legt die evangelische Kirche Wert darauf, den Taufakt in das Leben der Gemeinde einzubinden und im Kirchenraum zu verorten. Sie sieht das Verschwinden der älteren Tradition von Haustaufen ursächlich in „kulturgeschichtlichen Veränderungen der Moderne“ und darin, dass „der häusliche Raum der Familie seine öffentliche Dimension weitgehend verloren hat [...] sodass eine Haustaufe in der familiären Lebenswelt kaum mehr als Ereignis gefeiert werden kann“.

## Die Taufe in Kirchen und Gemeinden

### Katholische Tauffeier

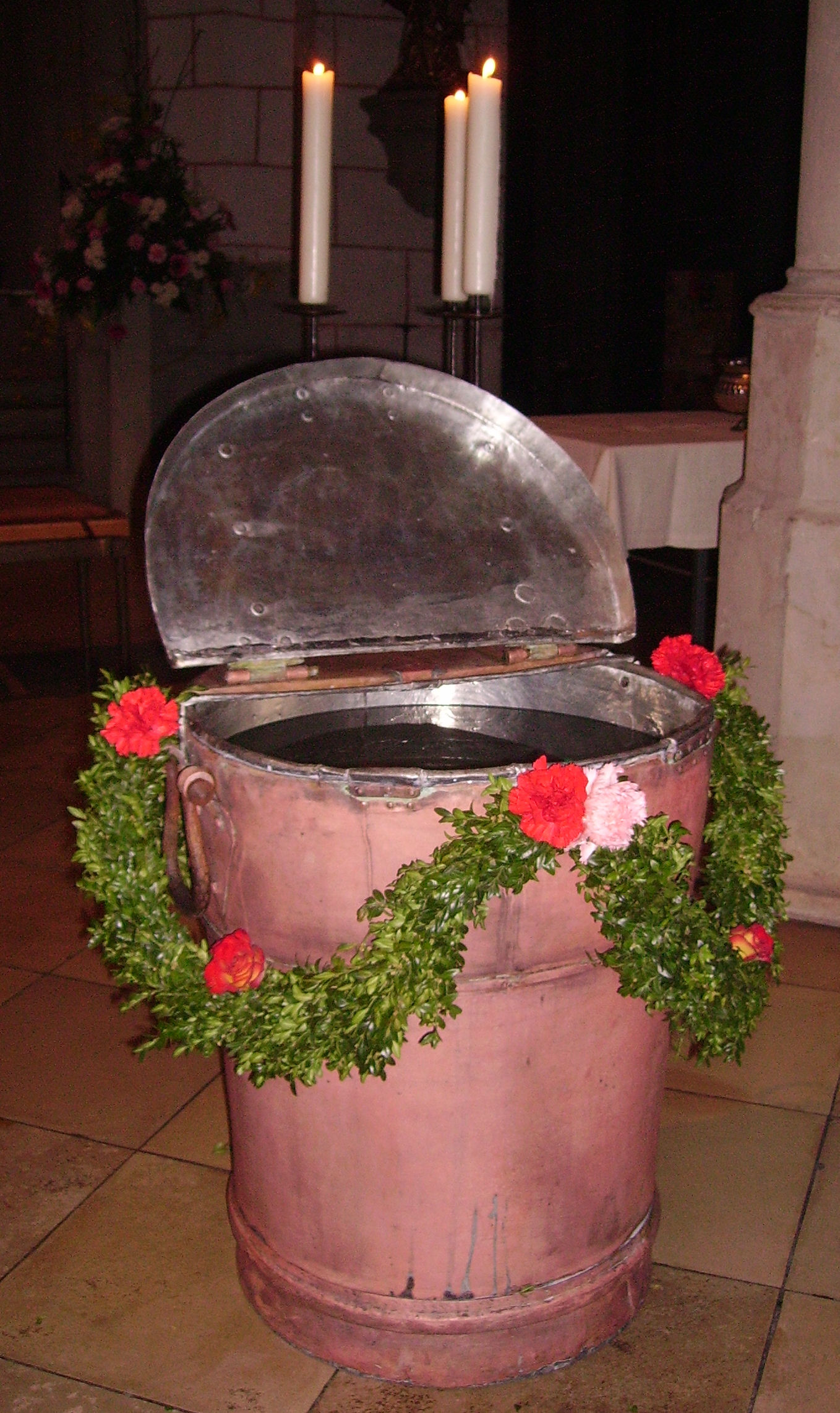
Krug mit in der Feier der Osternacht geweihtem Taufwasser

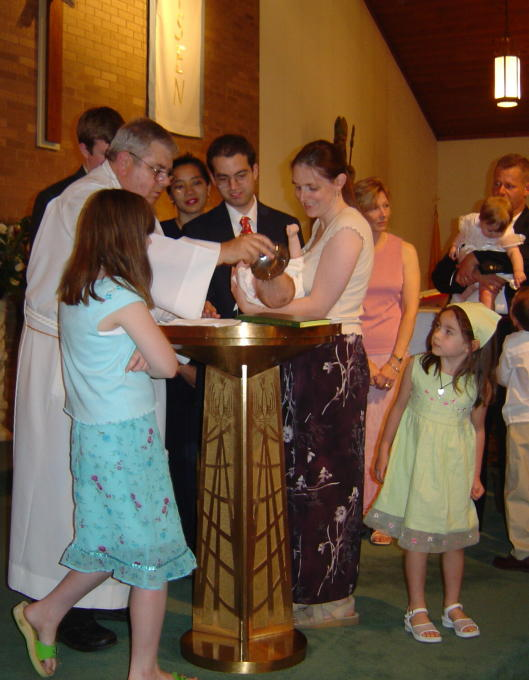
Römisch-katholische Kindertaufe

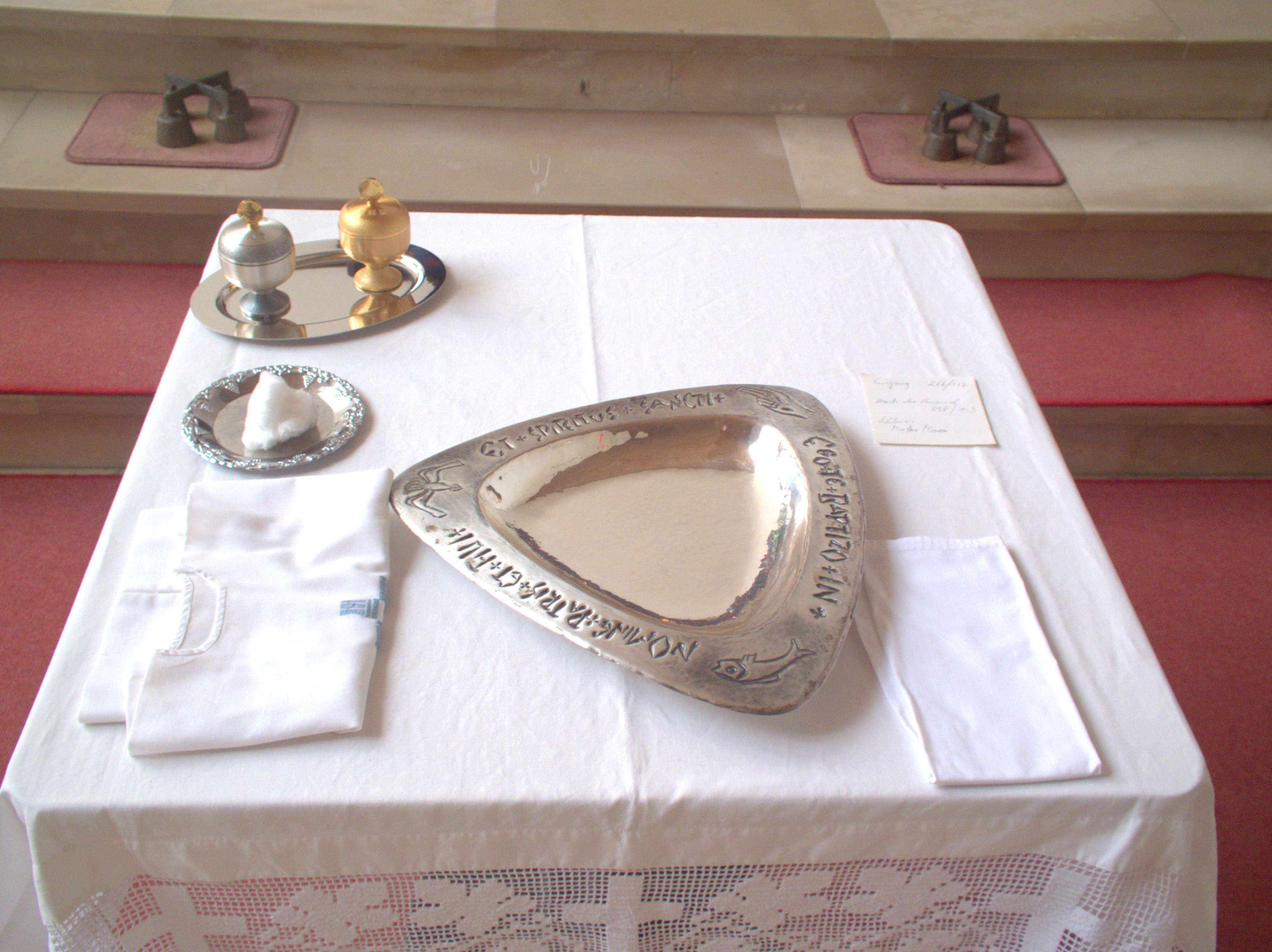
Kredenz mit dem, was für eine Taufe in der römisch-katholischen Kirche benötigt wird: Schale für das Taufwasser, Gefäße mit Katechumenenöl und Chrisam, Watte zum Abtupfen, Taufkleid (vorne links)

Die römisch-katholische Kirche nennt die Taufe die Grundlage des ganzen christlichen Lebens, das Eingangstor zum Leben im Geist und zu den anderen Sakramenten. Es gibt zwei unterschiedliche liturgische Ordnungen: (1) die „Eingliederung Erwachsener in die Kirche“ (mit einer besonderen Form für Kinder im Schulalter) und (2) die „Feier der Kindertaufe“ (für jüngere Kinder). Die Taufe kann sowohl innerhalb wie außerhalb der heiligen Messe gespendet werden. Besonders empfiehlt sich seit alters her die Taufe in der Feier der Osternacht.
Wird die Taufe außerhalb der heiligen Messe gespendet, so findet sie dennoch als liturgische Feier statt. Nachdem der Täufling mit dem Kreuz bezeichnet worden ist, werden Lesungen vorgetragen, etwa das Evangelium von der Taufe des Herrn. Da der Täufling in die Gemeinschaft der Heiligen aufgenommen wird, werden die Heiligen in der Allerheiligenlitanei um ihre Fürbitte angerufen. Es schließt sich der Taufexorzismus und die Salbung mit Katechumenenöl an. Vor der Taufe erfolgt die Heiligung des Taufwassers durch das Weihegebet („Lob und Anrufung Gottes über dem Wasser“). Dem Bekenntnis des christlichen Glaubens geht die Abrenuntiatio diaboli, die Absage an den Satan und das Böse, voran.
Bei der „Eingliederung Erwachsener in die Kirche“ folgen auf die Taufe für gewöhnlich in derselben Feier die Firmung und der erste Kommunionempfang.
In der römisch-katholischen, altkatholischen und auf Wunsch auch in der anglikanischen Kirche folgt bei der Kindertaufe auf das Sakrament der Taufe die sog. postbaptismale Salbung mit Chrisam; sie verweist auf den Christus-Namen sowie auf die Salbung der Könige, Priester und Propheten im Tanach und soll die Getauften mit einer besonderen Kraft des Heiligen Geistes ausstatten. Es handelt sich nicht um das Sakrament der Firmung. Vielmehr dient der Ritus als Vorausdeutung der Firmung und entfällt, wenn während derselben Feier die Firmung gespendet wird.
Danach wird ein weißes Kleid (Taufkleid) überreicht (vgl. Weißer Sonntag), das die unschuldige Reinheit des in der Taufe von allen Sünden Befreiten symbolisiert, der in der Taufe Christus „angezogen“ hat Gal 3,27 . Der Brauch, eine Taufkerze zu entzünden und zu überreichen, verweist auf das Gleichnis der klugen Jungfrauen, die dem Herrn mit einer Lampe entgegengehen. Bei der Taufe wird dann der Effata-Ritus vollzogen und für den Täufling gebetet.
Deutete die Chrisam-Salbung die Firmung voraus, so wird das dritte Initiationssakrament, die Erstkommunion, bei der Kindertaufe nunmehr dadurch angedeutet, dass die anwesende Gemeinde zum Altar, dem Ort des Messopfers, zieht. Dort werden ein Vater unser und ein Ave Maria gebetet und der Segen gespendet.
Der Muttersegen kann die Tauffeier abschließen. Bis gegen Ende des 20. Jahrhunderts wurde dieser Ritus als Aussegnung bezeichnet. Er sollte die Reinheit der Täuflingsmutter wieder herstellen und ging auf das aus dem Judentum stammende Reinigungsrituale zurück.
Nach Lehre der römisch-katholischen Kirche wirkt die Taufe ex opere operato („aufgrund des vollzogenen Werkes“), denn: „Gegenwärtig ist er [Christus] mit seiner Kraft in den Sakramenten, so daß, wenn immer einer tauft, Christus selber tauft“ (Sacrosanctum Concilium Art. 7). Kommt ein ungetauftes Kind in Todesgefahr, ist sofort ein Priester zu rufen, nötigenfalls muss ein anderer Mensch die Nottaufe spenden. Die Annahme eines limbus puerorum für die Seelen ungetauft gestorbener Kinder wurde 2007 zu einer „nicht vom kirchlichen Lehramt unterstützten älteren theologischen Meinung“ erklärt.
Unter genau bestimmten Umständen dürfen katholische Priester in einem katholischen Ritus Kinder von Menschen, die einer nichtkatholischen Ostkirche angehören, erlaubt taufen. Das Kind wird in diesem Fall durch die Taufe nicht katholisch, sondern orthodox oder orientalisch-orthodox (can. 868 § 3 CIC; can. 681 § 5 CCEO).

### Orthodoxe Tauffeier

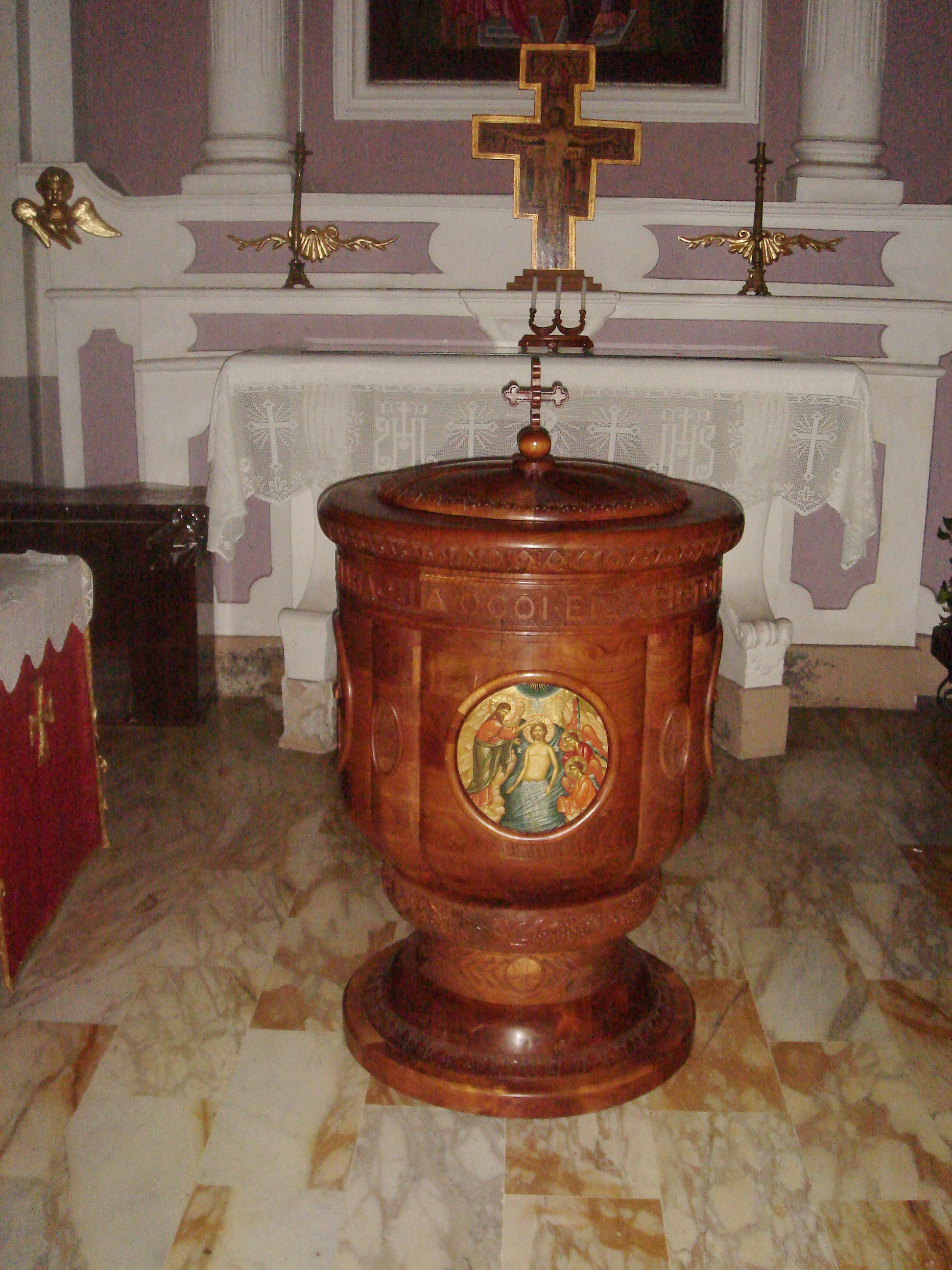
Taufbecken in der Mutterkirche Santa Maria Assunta in Civita (Italien)

In der Orthodoxie sind Taufe, Firmung und Ersteucharistie (Erstkommunion) miteinander zu einer einheitlichen Feier der Eingliederung in Christus und die Kirche verbunden. Beim Vollzug der Taufe wird der Täufling vollständig untergetaucht (Immersionstaufe), um das „Sterben und Auferstehen in Christus“ (Röm 6) zu symbolisieren. Auch Kleinkinder empfangen nach ihrer Taufe sogleich die Myronsalbung (entspricht der Firmung) und, soweit nicht auf die nächste Gemeindemesse verschoben, die Kommunion (in Gestalt des Heiligen Blutes). Ebenso handeln im Prinzip die katholisch-unierten Kirchen des Ostens und die Altorientalischen Kirchen wie etwa die Koptische Kirche.

#### Vorkatechumenat

##### Das Gebet zur Geburt des Kindes
Das erste präbaptismale Gebet ist das Gebet zur Geburt des Kindes. Die Gebete und die erste Segnung erfolgen durch den Priester, der die Mutter und das Kind besucht. Heute ist der Zeitpunkt der Segnung häufig verschoben, sodass das Gebet auch kurz nach der Geburt gesprochen werden kann. Dies hängt mit den veränderten Lebensumständen zusammen, dass Geburten heute nicht mehr zuhause stattfinden, sodass die erste Segnung nach Verlassen des Krankenhauses der Mutter und des Kindes nachgeholt wird. Die Gebete drücken Dankbarkeit für die Geburt des Kindes aus und bitten um die rasche Genesung der Mutter.

##### Das Gebet am achten Tag nach der Geburt
Das Gebet am achten Tag nach der Geburt ist bereits im ältesten byzantinischen Euchologion, dem Codex Barberini gr. 336, aus dem achten Jahrhundert bezeugt. Für dieses Gebet wird das Kind in die Kirche gebracht, und der Priester spricht vor den Türen zum Kirchenschiff zum Kind. In diesem Gottesdienst soll ein Gebet zur Bezeichnung des Kindes mit dem Kreuz und eines zur Namensgebung gesprochen werden. Die Kreuzbezeichnung geht auf eine alte Tradition zurück, bei der ein Taufbewerber, der in den Katechumenat aufgenommen wird, mit dem Kreuz bezeichnet wird. Der Priester spricht:

„Herr, unser Gott, dich bitten wir und rufen zu dir: Möge sich das Licht deines Antlitzes auf deinen Knecht N. N. zeichnen und das Kreuz deines einzig geborenen Sohnes in sein Herz und in seinen Geist, auf dass er die Torheit der Welt und jeder arglistigen Lockung des Feindes entfliehe.“

Anschließend singt er das Troparion des Festes der Darstellung Jesu im Tempel und nimmt das Kind auf den Arm. Mittlerweile können die einzelnen Riten auch zusammengefasst werden. Die Namensgebung wird in der Gegenwart kaum noch praktiziert. Als Alternative und Verbindung der Riten kann der folgende Brauch genutzt werden.

##### Das Gebet am vierzigsten Tag nach der Geburt
Der dritte präbaptismale Ritus, wird am vierzigsten Tag nach der Geburt vollzogen. Das Kind wird von seiner Mutter und einem Paten in die Kirche gebracht. Männliche Täuflinge werden von einem Taufpaten begleitet, weibliche von einer Taufpatin. Die Gebete richten sich an das Kind, da es an diesem Tag in die enge Kirchengemeinschaft aufgenommen wird, und beinhalten die Bitte des schnellen Heranwachsens des Kindes, sodass es die Taufe und die heilige Kommunion empfangen kann. Eingeschlossen in diese Zeremonie sind auch Reinigungsgebete für die Mutter. Die Mutter wartet zunächst an den Türen des Kirchenschiffs, wo ihr der Priester das Kind abnimmt und es mit dem Kreuzzeichen zeichnet. Er spricht die Worte:

„In der Kirche eingeführt wird der Knecht Gottes N. N. im Namen des Vaters, des Sohnes und des Heiligen Geistes. Amen.“

Dies wiederholt er in der Mitte der Kirche vor der Ikonostase. Handelt es sich um einen männlichen Täufling, trägt der Priester ihn in den Altarraum, umgeht den Altar und verneigt sich an der Seite. Ein Mädchen wird zu den Ikonen des Heilands und der Gottesmutter an der Königspforte gebracht, um diese dort mit den Lippen zu berühren. Der Priester spricht den Lobgesang des Simeon (Nunc dimittis) und bezeichnet die Stirn, den Mund und die Brust des Täuflings mit dem Kreuzzeichen im Namen der Heiligen Dreieinigkeit und gibt das Kind der Mutter zurück.

#### Katechumenat
Der Katechumenat ist die unmittelbare Vorbereitung auf die Taufe. Bei der Taufe eines Kindes übernimmt der Taufpate stellvertretend das Antworten und Handeln für den Täufling. Der Priester holt das Kind in der Vorhalle ab und überzeugt sich, dass Brust und Gesicht des Täuflings unbedeckt sind. Er haucht dreimal in der Form des Kreuzes das Gesicht an und zeichnet das Kreuzzeichen auf Brust und Stirn. Es folgt der vierfache Exorzismus, der durch Gebete und Fragen an den Täufling begleitet wird. Es entsteht so eine Einheit zwischen dem Absagen an Satan, hier hält der Priester den Täufling gen Westen, und dem Zusagen an Christus, bei denen der Priester den Täufling gen Osten hält. Der Ritus mündet in das Nicäno-Konstantinopolitanum. Beendet wird der Katechumenat durch die Worte:

„Gebieter, Herr, unser Gott, berufe deinen Knecht N. N. zu deiner heiligen Erleuchtung und würdige ihn dieser großen Gnade deiner heiligen Taufe. Entkleide ihn des alten Wesens und erneure ihn zum ewigen Leben und erfülle ihn mit der Kraft des Heiligen Geistes zur Einigung mit Christus, damit er nicht mehr das Kind des Fleisches sei, sondern ein Kind des Reiches.“

#### Der Ritus der Taufe

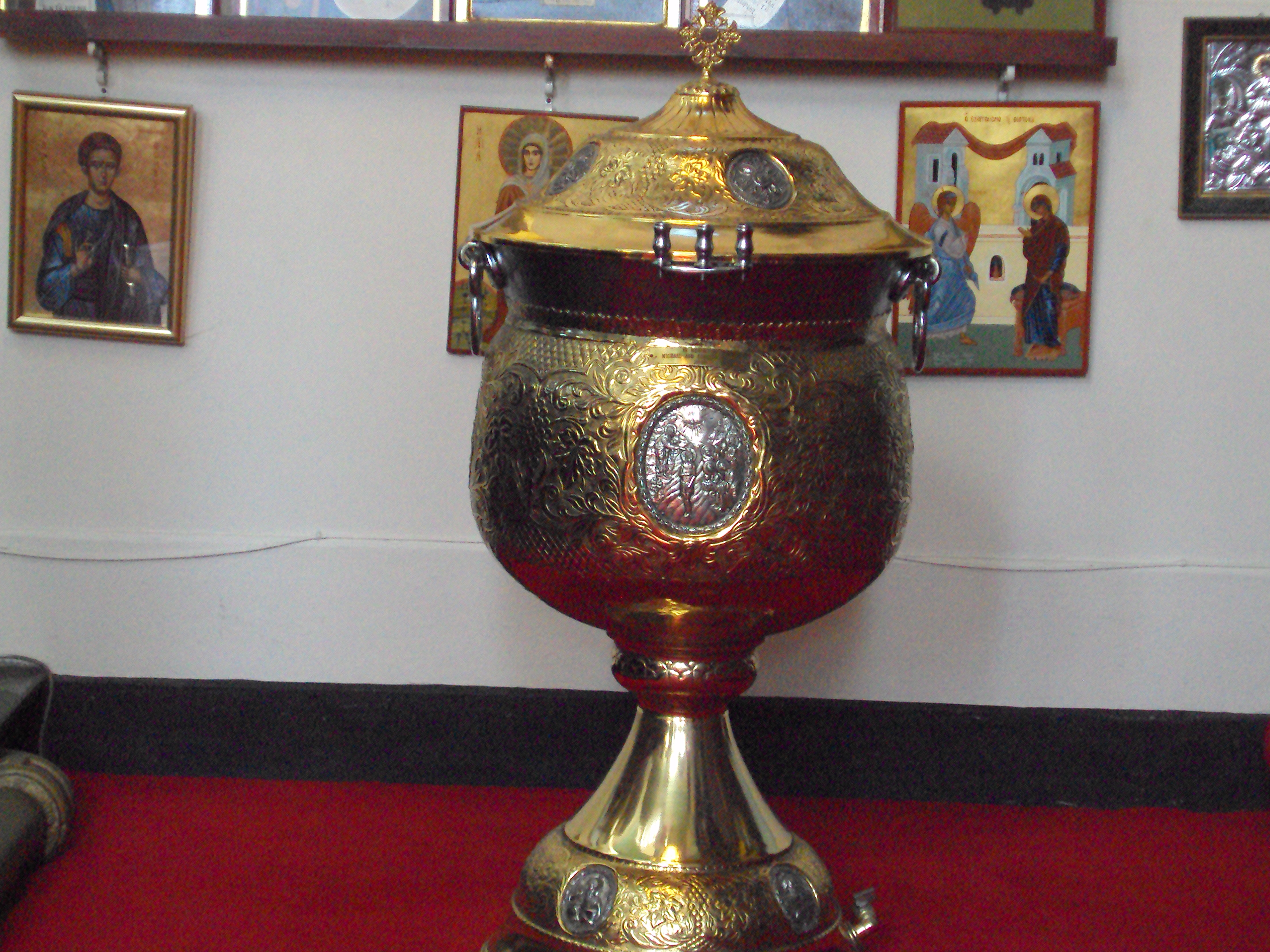
Neuzeitliches orthodoxes Taufbecken

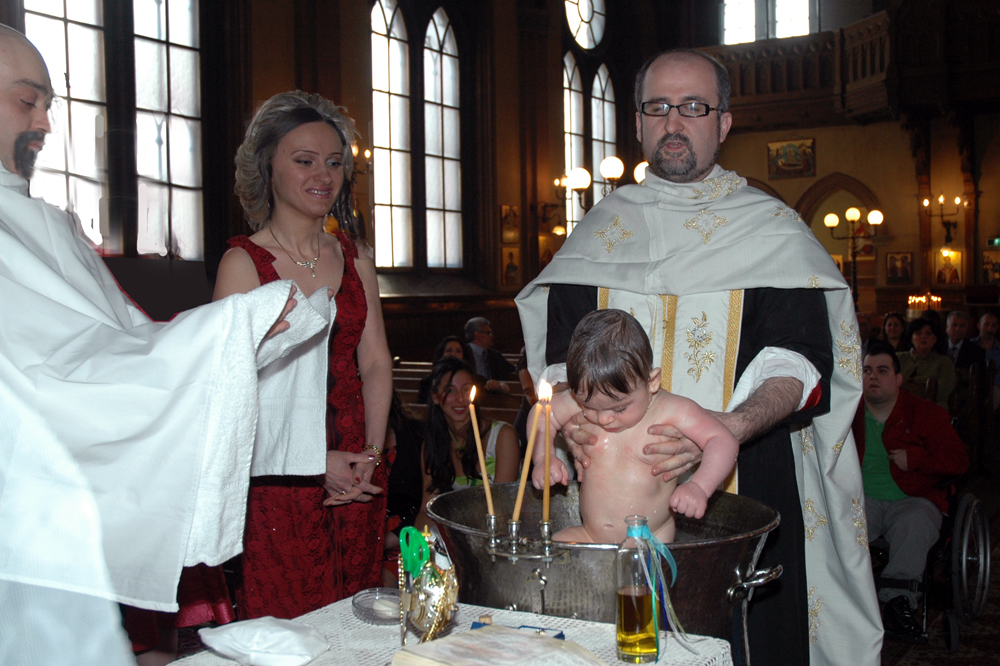
Griechisch-orthodoxe Kindertaufe

Zunächst legt der Priester weiße, feierliche Gewänder an. Die Kerzen werden entzündet, während der Priester zum Taufbecken geht und dieses mit Weihrauch inzensiert. Zur Weihe des Taufwassers wird vom Diakon eine zwanzig Bitten enthaltende Ektenie gesprochen. Mit dem zuvor geweihten Öl „salbt der Priester dem Täufling Stirn, Brust und Schultern, zur Heilung der Seele und des Leibes ‚die Ohren, um den Glauben zu hören‘, die Hände, ‚deine Hände haben mich geschaffen und gebildet‘, und die Füße, ‚damit ich wandle auf dem Weg deiner Gebote‘“. Nun wird die Taufe vollzogen. Der Priester hebt den Täufling in Richtung Osten und spricht dreimal:

„Getauft wird der Knecht Gottes N. N., im Namen des Vaters, Amen; und des Sohnes, Amen; und des Heiligen Geistes, Amen.“

Nach jedem „Amen“ wird der Täufling ganz untergetaucht und mit Wasser übergossen. Anschließend wird dem Täufling ein weißes Gewand angelegt, das als Zeichen der Reinheit, die er durch die Taufe empfing und die er ein Leben lang bewahren soll, gilt.

#### Postbaptismale Riten

##### Myronsalbung
Im direkten Anschluss an die Taufe erfolgt die Salbung mit Myron, die Firmung, die die Vollendung der Taufe anzeigt. Die abschließende Myronsalbung zählt als zweites eigenes Sakrament, „ist aber mit der Taufe zu einem einheitlichen Ganzen verbunden.“ In den liturgischen Büchern wird der Übergang von der Taufe zur Myronsalbung nicht vermerkt. Nach der Myronsalbung kann der Täufling an der Eucharistie teilnehmen. Nach dem Gebet salbt der Priester den Täufling mit dem heiligen Myron. Er zeichnet das Kreuz auf Stirn, Augen, Nasenflügel, Mund Ohren, Brust, Hände und Füße. Währenddessen spricht er:

„Siegel der Gabe des Heiligen Geistes. Amen.“ Anschließend bekleidet er den Täufling. Darauf folgt das Troparion „Gewähre mir das Lichtgewand, der du dich umkleidest mit Licht wie mit einem Gewand, erbarmungsvoller Christus, unser Gott.“

Der Priester überreicht dem Täufling ein Kreuz und eine weiße Kerze. Durch die Salbung wird der Täufling vollwertiges Mitglied der orthodoxen Kirche und darf die eucharistischen Gaben empfangen. Abschließend umschreitet der Priester mit dem Getauften und dem Paten dreimal das Taufbecken. Gemeinsam mit allen Anwesenden wird die Antiphon gesungen: „Alle, die ihr auf Christus getauft seid, habt Christus angezogen. Alleluja. Ehre sei dem Vater jetzt und immer.“ (Vgl. Gal 3,27 ) Es folgen das Schlussgebet, Lesungen und das Evangelium (häufig wird Römerbrief und Matthäusevangelium gelesen).

##### Gebet der Ablution und Tonsur
Nach sieben, ursprünglich nach acht Tagen wird der Täufling erneut in die Kirche gebracht, um gewaschen zu werden. Die Abwaschung des Myrons erfolgt durch den Priester als geweihten Amtsträger, da das Myronöl mit höchster Ehrfurcht zu behandeln ist. Anschließend erfolgt die Tonsur. Der Priester schneidet einige Haare des Täuflings ab. Dieser Ritus symbolisiert die Unterordnung des Täuflings gegenüber Christus und die Kampfbereitschaft gegen die Feinde des neuen Lebens.

### Evangelische Tauffeier

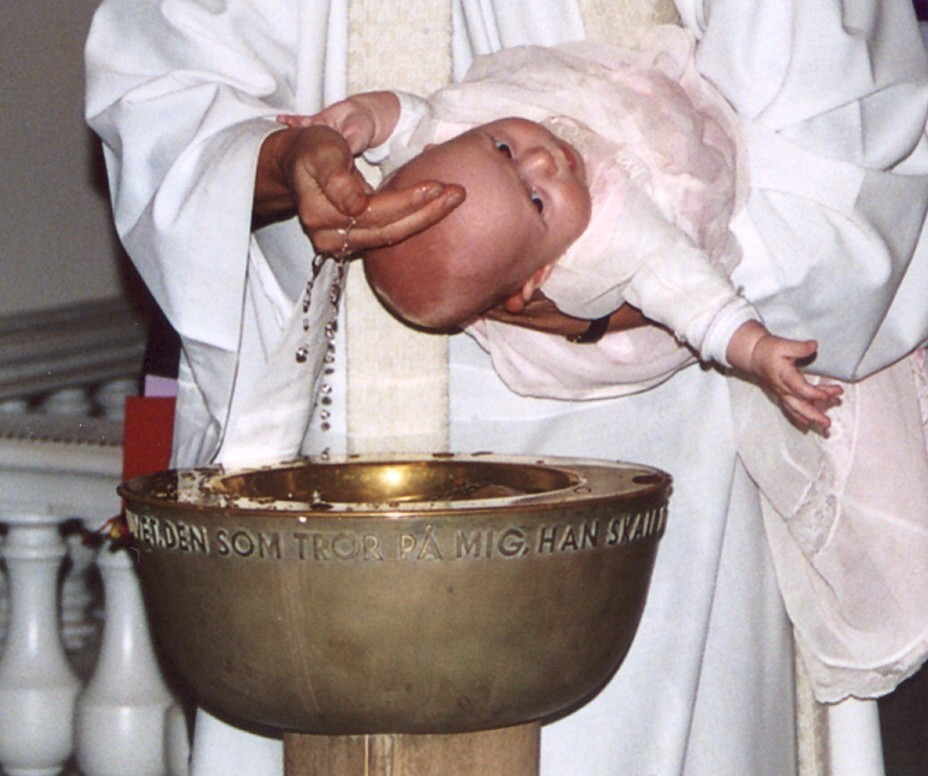
Taufe in der Schwedischen Kirche (Stora Sköndals kyrka, 2008)

Die Taufe kann im sonntäglichen Gemeindegottesdienst oder in einem besonderen Taufgottesdienst stattfinden. Typischerweise wird an der entsprechenden Stelle im Gottesdienstablauf (vor oder nach der Predigt) zunächst ein Tauflied gesungen. Darauf folgt die Frage „Willst du getauft werden?“, nach deren Bejahung das Apostolische Glaubensbekenntnis gesprochen wird.

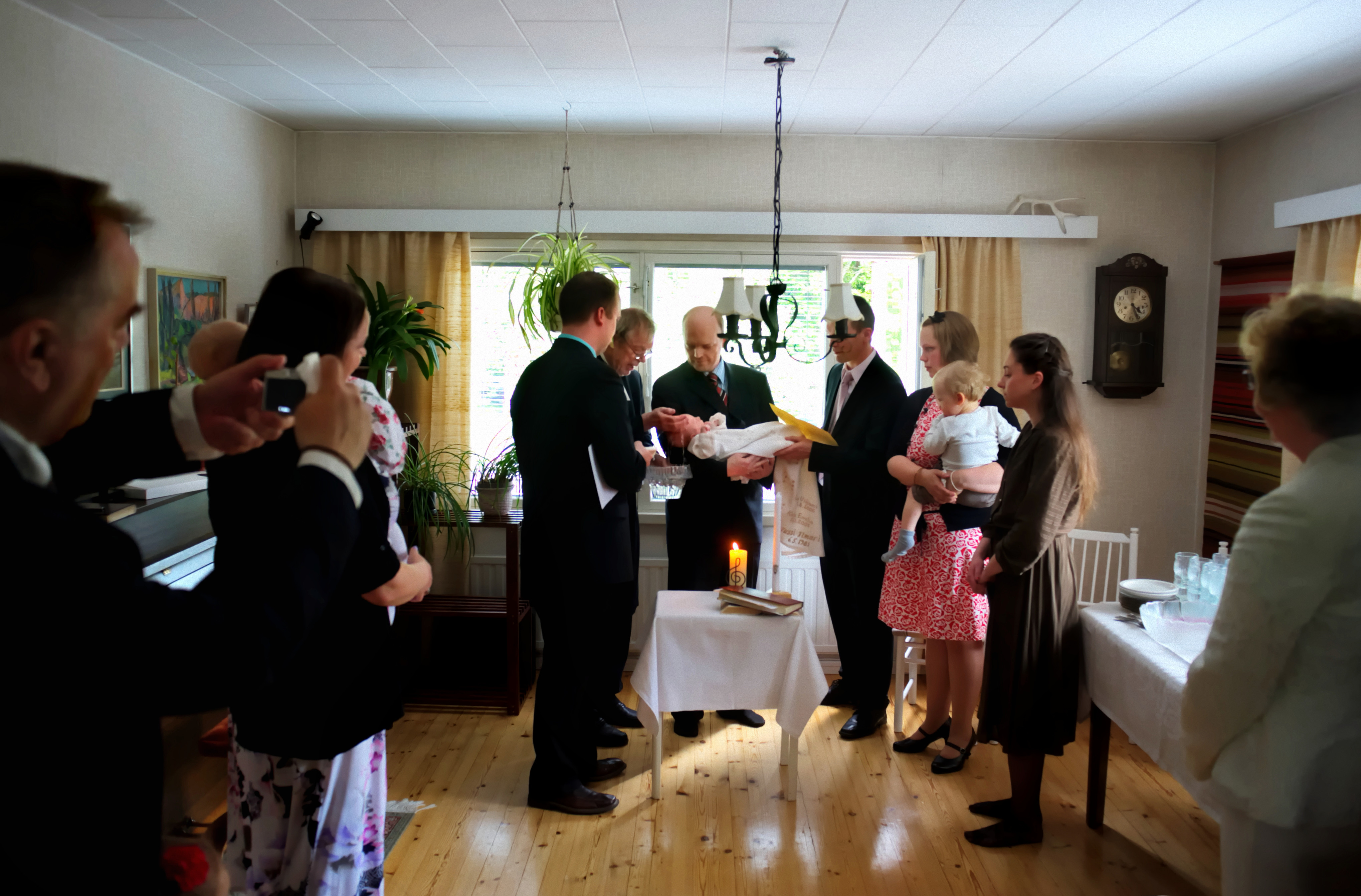
Lutherische Taufe in Finnland

Da in der heutigen Zeit in der Regel Säuglinge getauft werden, antworten für den Täufling die Eltern und Paten stellvertretend auf die Frage, ob das Kind getauft werden solle, und sprechen das Glaubensbekenntnis. Auf die Frage, ob sie auch gewillt sind, das Kind im christlichen Glauben zu erziehen, erfolgt die Antwort „Ja, mit Gottes Hilfe!“. Auf die Frage des Liturgen „Wie heißt das Kind?“ wird der Name genannt. Ältere Täuflinge (meist ab dem Schulalter) werden stattdessen selbst gefragt, ob sie sich taufen lassen möchten.
Dann wird die Taufe vollzogen. Dazu kann eine Glocke geläutet werden.
Meist erhält der Täufling einen Taufspruch, der ihn auf seinem Lebensweg begleiten soll. In Erinnerung an das Jesuswort „Ich bin das Licht der Welt“ wird auch häufig eine Taufkerze an der Osterkerze entzündet und mit den Worten „Empfange das Licht Christi“ übergeben, die der Täufling als Erinnerung mit nach Hause nimmt. Es folgt die Segnung des Täuflings bzw. der Eltern und Paten. Häufig begrüßt zum Abschluss ein Mitglied des Leitungsorgans (Kirchenvorstand bzw. Presbyterium) der Kirchengemeinde bzw. Pfarrei den Täufling als neues Gemeindeglied.
Die Taufe wird mitsamt dem Taufspruch in die Kirchenbücher eingetragen.
Im Falle der Säuglingstaufe gibt die spätere Konfirmation dem Täufling die Möglichkeit, selbst noch einmal seine Zugehörigkeit zum christlichen Glauben zu bekräftigen. Seit die Konfirmation zunehmend nicht mehr als Voraussetzung für die Abendmahlsteilnahme verstanden wird, liegt bei ihr der Schwerpunkt wieder stärker auf dieser Bekräftigung.

### Baptistische Tauffeier

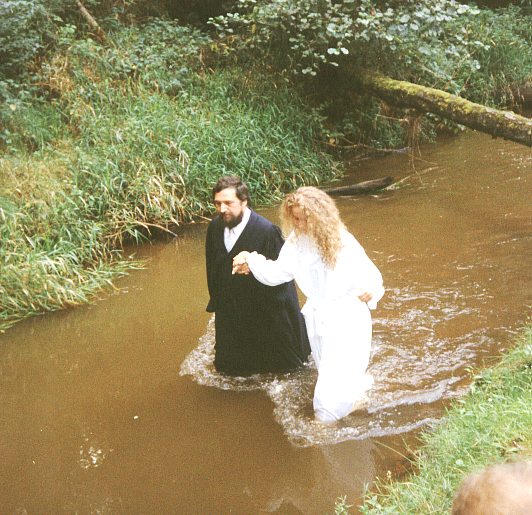
Baptistische Taufe

Für die baptistische Tauffeier gibt es keine vorgeschriebene Liturgie. In der Regel hat sie jedoch folgenden Ablauf: Der Täufling bekennt sich mit eigenen Worten zu Jesus Christus. Oft schließt sich an das persönliche Zeugnis das gemeinsam gesprochene Apostolische Glaubensbekenntnis an.
Danach steigt der Täufling (meist weiß gekleidet) in das Baptisterium oder – sofern die Taufe im Freien stattfindet – in das Gewässer, wo bereits der Täufer (Pastor oder Gemeindeältester) auf ihn wartet. Ein Taufspruch wird verlesen. Daraufhin wird der Täufling durch einmaliges Untertauchen auf den Namen des dreieinigen Gottes (und/oder auf den Namen Jesus) getauft.
Anschließend wird der Getaufte unter Handauflegung von den Ältesten der Gemeinde gesegnet und in die Gemeinde aufgenommen. Eine Abendmahlsfeier kann den Taufgottesdienst beschließen. Die Siebenten-Tags-Adventisten praktizieren den Taufgottesdienst in sehr ähnlicher Weise.

### Neuapostolische Tauffeier
Das Sakrament der Heiligen Wassertaufe ist in der Neuapostolischen Kirche die „erste und grundlegende Gnadenmitteilung“ des dreieinigen Gottes an den Menschen. Auch unmündige Kinder können das Sakrament der Heiligen Taufe empfangen. Werden Kinder getauft, bekennen die Eltern ihren Glauben an das Evangelium.
Die Taufhandlung erfolgt nach der Sündenvergebung und dem Opfergebet. Bei der Taufe von Kindern werden die Eltern oder Stellvertreter auf die Verantwortung für die Kinderseele im Hinblick auf den Glauben hingewiesen, die sie bis zur Konfirmation des Kindes haben. Nach der Ansprache wird der Täufling bzw. seine Stellvertreter gefragt, ob sie geloben wollen, im neuapostolischen Glauben zu wandeln, in der Treue zum Herrn und seinen Boten nachzufolgen bzw. ihr Kind im neuapostolischen Glauben zu erziehen und in der Treue zum Herrn Jesus Christus zu bewahren.
Nach der Bestätigung durch das „Ja“ bringt der Dienstleiter in einem kurzen Gebet das Gelöbnis Gott dar und erfleht dessen besondere Hilfe und Kraft, damit das Gelübde gehalten werden kann. Danach erfolgt die Aussonderung des Wassers, das in einer Taufschale bereitgehalten wird, mit den Worten:

„Nun sondere ich dieses Wasser aus in dem Namen Gottes des Vaters, des Sohnes und des Heiligen Geistes und weihe es zur heiligen Handlung der Wassertaufe. Amen.“

Danach benetzt der Dienstleiter mit dem ausgesonderten Wasser dreimal die Stirn des Täuflings, wobei er das Zeichen des Kreuzes macht, und spricht:

„Ich taufe dich in dem Namen Gottes des Vaters, des Sohnes und des Heiligen Geistes. Amen.“

Unmittelbar daran segnet der Dienstleitende den Täufling durch Auflegung der Hand auf die Stirn des Täuflings. Die Spendung des Sakramentes wird beendet mit den Worten:

„Darauf ruhe der Segen Gottes des Vaters, des Sohnes und des Heiligen Geistes. Amen.“

Die in anderen christlichen Gemeinschaften gespendete Taufe wird als gültig anerkannt, sofern sie „rite“ vollzogen wurde, das heißt im Namen des dreieinigen Gottes und mit Wasser.
Das Sakrament der Heiligen Versiegelung ist die Übermittlung von Heiligem Geist. Beide Sakramente, die Wassertaufe und die Versiegelung, bilden zusammen die „Wiedergeburt aus Wasser und Geist“. Der Wiedergeborene ist „Glied am Leib Christi“ und „Erbe der zukünftigen Herrlichkeit“.

### Gültigkeit und wechselseitige Anerkennung
Die Gültigkeit einer Taufe hängt bei den meisten Kirchen nicht von der Konfession des Täuflings oder des Taufenden ab. Die Klärung dieser Frage erfolgte in der Geschichte der Alten Kirche im so genannten Ketzertaufstreit.
Von den meisten Kirchen anerkannt wird eine Taufe, die vollzogen ist
- auf den Namen des dreieinigen Gottes („Ich taufe dich auf den Namen des Vaters, des Sohnes und des Heiligen Geistes“),
- durch Untertauchen oder Begießen mit Wasser,
- mit der richtigen Intention (Absicht) des Taufenden. Die Intention muss darin bestehen zu tun, was die Kirche in der Taufe tut.

Auf dieser Grundlage wurde für Deutschland am 29. April 2007 die Magdeburger Erklärung unterzeichnet.
Die Gültigkeit der Taufe ist in folgenden Fällen umstritten oder wird gegenseitig in Frage gestellt:
- Bei vielen Freikirchen (insbesondere Baptisten, Mennoniten, Pfingstgemeinden und Siebenten-Tags-Adventisten) hängt die Gültigkeit einer Taufe davon ab, ob der Täufling sich bewusst für die Taufe entschieden hat. Christen, die als Säuglinge getauft wurden, gelten dort in der Regel als ungetauft. Sie werden dennoch in der Regel, sofern sie sich zum christlichen Glauben bekennen, als Mitchristen anerkannt, aber nicht in allen Kirchen und Gemeinden zur Teilnahme am Abendmahl zugelassen. Freie evangelische Gemeinden und einige baptistische Gemeinden haben allerdings Sonderregelungen aus seelsorglichen Gründen. Sie erkennen den Gewissenskonflikt von als Kleinkind Getauften an und verzichten in Ausnahmefällen auf eine (aus der Sicht dieser Gläubigen) nochmalige Taufe. Diese Gläubigen werden trotzdem als Mitglieder in die Gemeinde integriert. Die Arbeitsgemeinschaft Mennonitischer Gemeinden formulierte im Vorfeld der Magdeburger Erklärung von 2007, dass prinzipiell jede Taufe anerkannt werden könne, sofern sie von dem betreffenden Glaubenden selbst als gültig anerkannt werde.[62] Mit der  Gemeinsamen Erklärung zur Eucharistischen Gastbereitschaft mit den lutherischen Landeskirchen besteht in Deutschland seit 1996 auch eine lutherisch-mennonitische Abendmahlsgemeinschaft.[63] In Baptistengemeinden werden auch Kleinkind-Getaufte generell zum Abendmahl zugelassen, sie gelten aber sonst – von den oben erwähnten Sonderregeln abgesehen – nicht als stimmberechtigt in den Gemeindeversammlungen. Mit dem Konvergenzdokument der Bayerischen Lutherisch-Baptistischen Arbeitsgruppe (BALUBAG) Voneinander lernen – miteinander glauben. Ein Herr, ein Glaube, eine Taufe (2009) ist die Diskussion um die Anerkennung der Kindertaufe innerhalb der baptistischen Gemeindebundes erneut entfacht. Das Papier empfiehlt eine gegenseitige volle Kirchenanerkennung: „Durch das genaue Bedenken der bisherigen Konflikte in der Praxis von Taufe und Abendmahl erarbeiteten wir Vorschläge, durch die ein Grundkonsens in der evangeliumsgemäßen Gestaltung von Taufe und Abendmahl erreicht wurde. Daher empfehlen wir unseren Kirchen die Aufnahme von Kanzel- und Abendmahlsgemeinschaft.“[64]
- Von einigen Kirchen und Gemeinschaften wird das Untertauchen zwingend verlangt.
- Manche freikirchlichen Kreise taufen unter Berufung auf die Apostelgeschichte ausschließlich „auf den Namen Jesu“ (Erläuterung siehe oben bei Taufformel).

## Ökumenische Diskussion

### In Deutschland
In der aktuellen ökumenischen Diskussion in Deutschland wird der alle Christen verbindende Charakter der Taufe betont. So heißt es in einer Erklärung zum Kirchenverständnis, die 2006 auf der 9. Vollversammlung des Ökumenischen Rates der Kirchen verabschiedet wurde: „Durch Gottes Gnade macht die Taufe sichtbar, dass wir zueinander gehören, auch wenn einige Kirchen noch nicht in der Lage sind, andere als Kirchen im vollen Wortsinn anzuerkennen.“
Dabei wird der Brückenschlag auch zu denjenigen Christen versucht, die keine Wassertaufe praktizieren. Die Kompromissformel lautet: „das gemeinsame Grundmuster einer in der Taufe gründenden christlichen Initiation“.
Am 26. März 1996 wurde in Düsseldorf die „Vereinbarung der Evangelischen Kirche im Rheinland zwischen dem Erzbistum Köln sowie den Bistümern Aachen, Essen, Münster und Trier zur gegenseitigen Anerkennung der Taufe“ von den damaligen leitenden Geistlichen unterzeichnet. Absicht dieser Übereinkunft war und ist es, die in Christus gegebene Einheit in der Taufe deutlicher zum Ausdruck zu bringen und Unstimmigkeiten über den gültigen Vollzug der Taufe in Zukunft möglichst auszuschließen. Ähnliche Vereinbarungen auf landeskirchlicher oder Bistums-Ebene gab es auch in den meisten anderen Regionen.
Diese Abkommen wurde am 29. April 2007 in der Magdeburger Erklärung auf den gesamten Bereich der Deutschen Bischofskonferenz und der EKD ausgeweitet und von den Vertretern von insgesamt elf Kirchen unterzeichnet.

### International
Die Lima-Erklärung vom Januar 1982 formuliert die Gemeinsamkeit der Taufauffassung der im Ökumenischen Rat der Kirchen (ÖRK) zusammengeschlossenen Kirchen. Vertreter der nicht dem ÖRK angeschlossenen römisch-katholische Kirche waren bei der Ausarbeitung der Thesen beteiligt. Unterschiede zwischen den einzelnen Konfessionen wurden dabei bewusst ausgespart.

### Taufe durch den Heiligen Geist
Pfingstlerische und charismatische christliche Kirchen betonen neben der sichtbaren, äußeren Taufhandlung besonders die Taufe durch den Heiligen Geist. Nichtcharismatische Kirchen sehen in der Taufe durch den Heiligen Geist eher eine innere Wandlung als eine nach außen sichtbare Veränderung. Die Mitwirkung des Heiligen Geistes bei der Wassertaufe wird dabei nicht infrage gestellt.
Die Geistestaufe wird auch im Neuen Testament erwähnt (Mk. 1,8). Es gibt den Geistempfang (Apg. 19,6), der einer Taufe sogar vorausgehen kann (Apg. 10,44 ff.)
Die Neuapostolische Kirche kennt dafür das Sakrament der Versiegelung.
Vor allem in Kreisen des Dispensationalismus, das heißt, in denen die Bibel heilsgeschichtlich eingeteilt wird, wird die Geistestaufe als ein mit der Wiedergeburt identisches Ereignis gesehen. Dies wird mit den Bibelstellen in 1Kor 12,13  und Apg 11,1–18  begründet.

## Rechtliche Bedeutung

### Innenrecht der Religionsgemeinschaft („Kirchenrecht“)
In vielen Religionsgemeinschaften begründet die Taufe in kirchenrechtlicher Hinsicht die Mitgliedschaft des Getauften in der Ortsgemeinde und zugleich der Religionsgemeinschaft. So bestimmt etwa § 6 Satz 1 des Kirchenmitgliedschaftsgesetz der EKD:

„Die Kirchenmitgliedschaft wird durch die Taufe in einer Kirchengemeinde, die einer Gliedkirche der Evangelischen Kirche in Deutschland angehört, erworben.“

Die Voraussetzungen der Taufe sind in den evangelischen Landeskirchen in den Lebensordnungen geregelt, in der römisch-katholischen Kirche im Codex Iuris Canonici.
Die Taufe ist eine Amtshandlung, die meist in die Kirchenbücher einzutragen ist (Beurkundung). So bestimmt es etwa Art. 10 Abs. 1 Satz 1 der Kirchlichen Lebensordnung „Taufe“ in Verbindung mit § 1 der Kirchenbuchordnung der Evangelischen Landeskirche in Baden. In das Taufbuch werden dabei neben dem Datum und Angaben zu Taufendem und Täufling auch der Taufspruch angegeben (§ 9). Über die Taufe wird ein Taufschein ausgestellt (vgl. etwa Art. 10 Abs. 2 der genannten Lebensordnung).

### Staatliches Recht („Staatskirchenrecht“)
Neben dieser kirchenrechtlichen Bedeutung der Taufe kann sie auch Rechtsfolgen für die staatliche Rechtsordnung haben. Inwieweit der Staat die durch Taufe begründete Kirchenmitgliedschaft anerkennt, regelt das (weltliche) Staatskirchenrecht.
In Deutschland ist es dem Staat auf Grund der Trennung von Staat und Kirche und seiner weltanschaulichen Neutralität verwehrt, zu bestimmen, wer einer Kirche angehört. Die mitgliedschaftliche Zugehörigkeit zu einer Religionsgesellschaft ordnet diese vielmehr nach Art. 137 Abs. 3 WRV in Verbindung mit Art. 140 GG als eigene Angelegenheit selbständig innerhalb der Schranken des für alle geltenden Gesetzes.
Anders sieht es aber dann aus, wenn die Religionsgemeinschaften vom Staat abgeleitete Befugnisse wahrnehmen oder das staatliche Recht an die Mitgliedschaft Rechtsfolgen knüpft (z. B. Kirchensteuereinzug). Dann nämlich ist die negative Religionsfreiheit des Mitglieds, also das Grundrecht, einer Religion nicht anzugehören, gegen das Selbstbestimmungsrecht der Religionsgemeinschaft abzuwägen.
Das Bundesverfassungsgericht sieht aber durch die Taufe und die staatlichen Kirchenaustrittsgesetze der Länder sichergestellt, dass niemand gegen seinen Willen im staatlichen Recht als Mitglied einer Religionsgemeinschaft behandelt wird. Dies gelte auch für die Kindstaufe, wo die sorgeberechtigten Eltern für ihre Kinder handelten. Im Ergebnis erkennt das staatliche Recht also die durch Taufe begründete Mitgliedschaft auch da an, wo daraus Rechte oder Pflichten im staatlichen Bereich folgen.
Hierfür ist der Taufakt im Säuglingsalter ausreichend. 2019 urteilte das Verwaltungsgericht Berlin, dass eine 66-jährige Frau, die ohne Bezug zur Religion aufgewachsen war und gelebt hatte, rückwirkend kirchensteuerpflichtig war, weil sie im Säuglingsalter getauft worden war und ihre Eltern, als sie wenige Jahre später aus der Kirche ausgetreten waren, nicht gleichzeitig den Austritt des Kleinkindes erklärt hatten.
Im Jahre 2011 scheiterte der Versuch eines Vaters, die Taufe seines Kindes, für das gemeinsames Sorgerecht bestand, für ungültig erklären zu lassen (Verwaltungsgericht Augsburg, Beschluss vom 31. Mai 2011, Az. Au 3 K 11.282).
In einem anderen Fall wehrte sich der Vater nach der trotz gemeinsamen Sorgerechts einseitig entschiedenen Taufe seines Kindes gegen die Erziehung in einem katholischen Kindergarten. Das Gericht entschied, da die Mutter das Kind bei sich aufziehe, sei in diesem Kontext die erziehende Mutter naturgemäß die Person, die auch über die Religionszugehörigkeit zu entscheiden habe. Die Mutter als Hauptbezugsperson des Kindes werde diesem ohnehin katholische Werte vermitteln, so dass eine anderweitige Entscheidung in einer Einzelfrage zu einem Bruch der Erziehungskontinuität führen könnte (OLG Oldenburg, Beschluss vom 9. Februar 2010, Az. 13 UF 8/10).

### Allgemein
- Gerhard Barth: Die Taufe in frühchristlicher Zeit. Neukirchen-Vluyn 1981.
- Dietrich Bonhoeffer: Nachfolge. In: Martin Kuske und Ilse Tödt (Hrsg.): Gesammelte Werke. 2. Auflage. Band IV. Christian Kaiser Verlag, Gütersloh 1994, Die Taufe, S. 219 ff.
- Wolfram Kerner: Gläubigentaufe und Säuglingstaufe. Studien zur Taufe und gegenseitigen Taufanerkennung in der neueren evangelischen Theologie. Books on Demand, Norderstedt 2004, ISBN 3-8334-2174-6 (Zugleich Dissertation an der Universität Heidelberg 2004 unter dem Titel: Gläubigentaufe, Säuglingstaufe und gegenseitige Taufanerkennung).
- Liturgische Kommission der Selbständigen Evangelisch-Lutherischen Kirche, SELK (Hrsg.): Die heilige Taufe. Hannover 2002.
- Markus Graulich, Ralph Weimann: Taufvorbereitung und Taufgespräch. Ein Leitfaden für Eltern und Seelsorger, Regensburg 2019, ISBN 978-3-7917-6160-2.
- Peter Gerlitz, Udo Schnelle, Edward J. Yarnold, Jörg Ulrich u. a.: Taufe. I. Religionsgeschichtlich II. Neues Testament III. Alte Kirche IV. Mittelalter V. Reformationszeit VI. Neuzeit VII. Dogmatisch und ethisch VIII. Praktisch-theologisch. In: Theologische Realenzyklopädie. TRE. Band 32, 2001, S. 659–741 (umfassender Überblick mit Lit.).
- Johann-Adam-Möhler-Institut für Ökumenik (Paderborn)/Konfessionskundliches Institut des Evangelischen Bundes (Bensheim): Taufe. Eine ökumenische Arbeitshilfe. Evangelischer Presseverlag Pfalz, Speyer 2009, ISBN 978-3-939512-14-1.
- Christian Lange, Clemens Leonhard, Ralph Olbrich (Hrsg.): Die Taufe. Einführung in Geschichte und Praxis. Wissenschaftliche Buchgesellschaft, Darmstadt 2008, ISBN 978-3-534-20782-4.
- Markus Öhler: Taufe. Themen der Theologie 5, UTB 3661. Tübingen 2012, ISBN 978-3-8252-3661-8.
- David P. Scaer: Baptism. In: Confessional Lutheran Dogmatics. Band XI, 1999.
- Martin Seils: Die Sakramentalität der Taufe in der gegenwärtigen Taufdiskussion. In: Taufe und neue Existenz. Hg. v. Erdmann Schott. Evangelische Verlagsanstalt, Berlin 1973, S. 109–127.
- Friedrich Fiederlein: Geboren werden aus Wasser und Geist. In: Schule und Mission. H. 4, Nr. (1992/93), 1993.
- Carl Heinz Ratschow: Die eine christliche Taufe. 3. Auflage. Gütersloh 1983.
- Franz Eugen Schlachter: Was lehrt die Bibel von der Taufe? 1896.
- Edmund Schlink: Die Lehre von der Taufe. Kassel 1969.
- Uwe Steffen: Taufe. Ursprung und Sinn des christlichen Einweihungsritus. Stuttgart 1988.
- Franz-Josef Nocke: Spezielle Sakramentenlehre. I. Taufe. In: Theodor Schneider (Hrsg.): Handbuch der Dogmatik. Band 2. Düsseldorf 2002, S. 226–259.

### Orthodoxe Literatur
- Stefanos Alexopoulos: Gestalt und Deutung der christlichen Initiation im mittelalterlichen Byzanz. In: Christian Lange, Clemens Leonhard, Ralph Olbrich (Hrsg.), Die Taufe. Eine Einführung in Geschichte und Praxis. Wissenschaftliche Buchgesellschaft, Darmstadt 2008, ISBN 978-3-534-20782-4.
- Christoph Brey: Gestaltung und Deutung der christlichen Initiation in den orthodoxen Kirchen. In: Christian Lange, Clemens Leonhard, Ralph Olbrich (Hrsg.), Die Taufe. Eine Einführung in Geschichte und Praxis. Wuppertal 1998.
- Karl Christian Felmy: Einführung in die orthodoxe Theologie der Gegenwart. Lehr- und Studienbücher zur Theologie. Berlin 2005.
- Anastasios Kallis (Hrsg.): Akoluthia tu baptimatos tēs orthodoxu ekklēsias. Griechisch- deutsch. Münster 1999.
- Bryan Douglas Spinks: The Formation and Theology of the Eastern Rites of Baptism: II The Byzantine, Armenian, Coptic and Ethicoptic Rites in: DERS., Early an Medieval Rituals and Theologies of Baptism. From the New Testament to the Council of Trent. Aldershot 2006.
- Petros Bozinis: Les prières pour le baptême dans l'Euchologe Barberini grec 336. Analyse théologique et rituelle. Diss. Strasbourg 2013.

### Baptistische Literatur
- George Beasley-Murray: Die christliche Taufe. Eine Untersuchung über ihr Verständnis in Geschichte und Gegenwart. Nachdr. der 1. Auflage. Brockhaus, Wuppertal 1998, ISBN 3-417-29431-2.
- Johannes Schneider: Taufe und Gemeinde im Neuen Testament. 2. Auflage. Oncken Verlag, 1984.
- Friedrich Sondheimer: Die wahre Taufe. Ein Bekenntnis zur Taufe der Gläubigen. 4. Auflage. Oncken Verlag, 1974.
- Robert H. Stein: Baptism and Becoming a Christian in the New Testament. In: Southern Baptist Theological Journal. Band 2, (Frühjahr), 1988, S. 6–17.
- Franz Stuhlhofer: Symbol oder Realität? - Taufe und Abendmahl. Schwengeler, Berneck 1988.